# August Bebel
Ferdinand August Bebel (Deutz (ma Köln egyik városrésze), 1840. február 22. – Passugg, Graubünden kanton, Svájc, 1913. augusztus 13.) német marxista politikus, a szervezett németországi szociáldemokrata munkásmozgalom alapítóinak egyike. Politikai nézeteinek gyökerei a liberális-demokratikus kézműves és munkásegyesületekben voltak, mielőtt a marxizmus felé fordult. Évtizedeken át együtt dolgozott Wilhelm Liebknechttel, 1869-ben vele együtt alapította meg az SDAP-t, a Németországi Szociáldemokrata Munkáspártot (Sozialdemokratische Arbeiterpartei (Deutschland)). 1875-ben részt vett a párt egyesítésében az Általános Német Munkásegyesülettel (Allgemeiner Deutscher Arbeiterverein), az új párt neve Németországi Szocialista Munkáspárt (SAPD) lett. A párt elleni elnyomási kísérleteknek az ún. szocialista törvény volt az alapja. Ebben az időszakban vált Bebel a szociáldemokrácia központi személyiségévé, és 1892-től egyike lett az SPD, Németország Szociáldemokrata Pártja két elnökének. Az SAPD ezt az új nevet vette fel 1890-ben, a szocialista törvény hatályon kívül helyezése után. Bebel népszerűségét a nép ajkán olyan megnevezések jelzik, mint „Kaiser Bebel” (Bebel császár) vagy „Arbeiterkaiser” (munkáscsászár). A következő években továbbra is a párt élén állt és képviselte az SPD úgynevezett marxista centrumát, a baloldali szárny és a „revizionista” szárny között. A Német Császárság egyik legjelentősebb parlamenti képviselőjeként jelentős hatású írások szerzője volt.

## Gyermekkora és ifjúsága

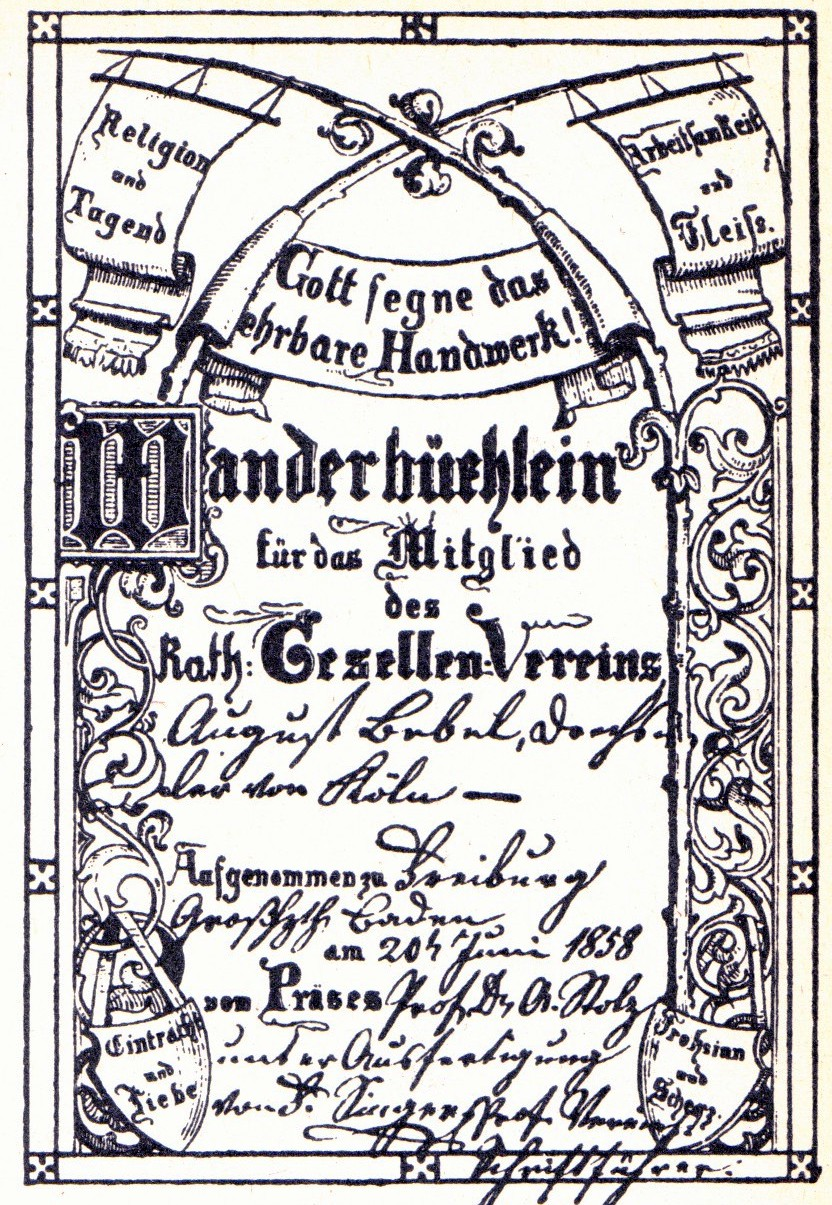
August Bebel – a katolikus segédegylet tagja – vándor könyve 1858-ból

Bebel szegény körülmények között élő család gyermeke volt, apja Johann Gottlob Bebel altiszt, anyja Wilhelmine Johanna Simon. A deutzi erődítmény kazamatáiban született. Apja már korán, 35 éves korában meghalt gümőkórban, 1844-ben. Anyja házasságot kötött az apa ikertestvérével, aki a Pulheim város Brauweiler nevű városrészében lévő dologházban (javítóintézetben) felügyelő volt. A mostohaapa is meghalt két évvel később. Mivel az özvegyen maradt anyának nem volt joga özvegyi nyugdíjra, ezért elszegényedve elköltözött a családjához Wetzlarba, ahol August népiskolába járt. Tehetségét felismerte egyik tanára, és az iskolai órákon kívül matematikát tanított neki.
Édesanyja 1853-ban meghalt. Gyermekeinek néhány földparcellát hagyott hátra Wetzlar körül. A két fiútestvér az anya rokonaihoz került. Egy, az árvák támogatását célzó alapítvány segítette őket anyagiakkal, ez biztosította a neveltetésüket. Később Bebel a végrendeletében 6000 márkát hagyományozott hálából az alapítványnak. Pénzügyi nehézségei miatt Bebel kénytelen volt lemondani arról a szándékáról, hogy bányamérnök legyen. 1854–1857 között, minden érdeklődés nélkül, kitanulta az esztergályos szakmát Wetzlarban. A nehéz munka mellett megpróbálta autodidakta módon, könyvekből továbbképezni magát.
A tanoncévek után 1858-ban, a céhes legények hagyománya szerint, vándorútra indult előbb a délnyugat-németországi Freiburgba, majd Regensburg, München és Salzburg következtek. Freiburgban belépett a helyi katolikus segédegyletbe, mely akkoriban protestánsokat is felvett. Salzburgban is részt vett az egyesületi életben, mert vonzották a hírlapolvasó termek és a továbbképzési lehetőségek.
Amikor 1859-ben kitört a szardíniai háború, „kalandvágytól” vezetve – mint önéletrajzában írta – jelentkezett önkéntesnek a tiroli vadászokhoz, de mivel nem volt tiroli, elutasították. Ezután megpróbált belépni a porosz hadseregbe, de időközben megkötötték a békét. A későbbi katonaorvosi vizsgálatok alkalmával Bebelt egyébként gyenge testalkata miatt mindig alkalmatlannak nyilvánították katonai szolgálatra. 1860-ban több állomáson keresztül visszakerült Wetzlarba, mivel azonban nem talált munkát, továbbment a Szász Királyságba.

## Politikai aktivitásának kezdetei

### Polgári egyesületektől a munkásegyesületig
Lipcsében gyorsan talált munkát egy nagyobb üzemben. Itt rossz minőségű ételt adtak a munkásoknak, ezért rábeszélte a többi segédet, hogy tiltakozzanak. Mivel a mester belátta a követelések jogosságát, nem jött létre a tervezett sztrájk.
A város annak idején a munkások és kézművesek egyesületi életének egyik központja volt. Liberális és demokratikus polgári körök támogatták ezeknek az egyesületeknek a létrejöttét. Céljuk egyrészt a munkások és kézművesek szakmai lehetőségeinek szélesítése volt, másrészt ily módon akarták ezeket a csoportokat a liberalizmusnak megnyerni. 1861 februárjában megalapították a Politechnikai Társaságot (Polytechnische Gesellschaft) és néhány liberális kezdeményezésére az Ipari Tanegyesületet (Gewerblicher Bildungsverein), amihez Bebel is csatlakozott. Ez az egyesület a korai munkásmozgalom vezetőinek egész sorát adta: Bebel mellett közéjük tartozott még Friedrich Wilhelm Fritzsche, Otto Dammer vagy Julius Vahlteich.

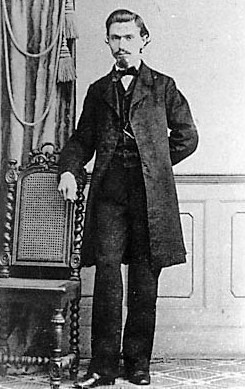
1863-ban

Bebel ekkor még kézművesnek tekintette magát és mester szeretett volna lenni. El is érte a célját: 1864-ben saját műhelyt hozott létre, az ehhez szükséges tőkét a család Wetzlarban lévő kis ingatlanának eladásával biztosította. Üzeme az első években még igen kicsiny volt: kezdetben csak egy segédje és egy tanonca volt. Próbálta a piac lehetőségeihez képest munkásait más munkaadókkal ellentétben nem kizsákmányolni, kevesebb munkaidő mellett a szokásosnál több bért adott nekik.
A tanegyleten belüli tanfolyamokat és előadásokat nagyon komolyan vette. 1862-ben az egyesület elnökévé választották, és az egyesületi könyvtár, valamint a szórakoztatást szervező részleg vezetője lett. Politikai nézeteiben eleinte elutasította a munkások nagyobb önállóságra irányuló törekvéseit. Amikor 1862-ben Julius Vahlteich és Friedrich Wilhelm Fritzsch megkísérelték az egyesületet politikai szervezetté alakítani, Bebel ellenezte ezt, és e tagok kizárása mellett volt, akik így megalapították az Előre a Haladásért Egyesületet (Verein Vorwärts).
1862 őszén indultak meg a több tartományra kiterjedő Német Munkástanács (Deutscher Arbeitertag) megalapításának előkészületei, s Bebel az előkészítő bizottság tagja volt. Szembeszállt azonban Ferdinand Lassalle szakszervezeti szocialistának a követelésével, amelynek lényege az általános, egyenlő, közvetlen és titkos választójog a munkásság számára, mivel Bebel a munkásokat politikailag még nem tartotta elég érettnek.
1863 májusában megalakult az Általános Német Munkásegyesület (Allgemeiner Deutscher Arbeiterverein, ADAV). Ezt a munkásegyesületek mozgalmának liberális része fenyegetésnek tekintette, amire úgy reagáltak, hogy már júniusban egybehívták a Német Munkásegyesületek Tanácsát (Vereinstag Deutscher Arbeitervereine) Frankfurt am Mainban. A szervezetben Lipcse küldöttjeként Bebel volt jelen.
A Kézműves Tanegylet (Gewerblicher Bildungsverein) Lipcsében már ezelőtt különvált a Politechnikai Társaságtól, majd egyesült az Előre a Haladásért Egyesülettel, és Munkásegyesület (Arbeiterverein) néven újjáalakultak. Bebel előbb az elnök első helyettese volt, később elnökké választották. 1864-ben ő lett a lipcsei, második Német Munkásegyesületek Tanácsa (Vereinstag Deutscher Arbeitervereine) gyűléseinek helyettes elnöke.

### A szocializmus felé fordulás
Bebel politikai irányultsága kezdett megváltozni. Lassalle határozott ellenfele maradt ugyan, de intenzíven elemezte az írásait, és ezek hatására lassan maga is a marxizmus felé orientálódott. „Lassalle követőivel vívott állandó harcomban, Lassalle munkáit olvasnom kellett, hogy tudjam, mit kívánnak elérni, aminek az lett a következménye, hogy bennem hamar elindult egy változás. (…) Mint csaknem mindenki, aki szocialistává lett, Lasalle-on keresztül elérkeztem Marxhoz. Lassalle írásai előbb voltak a kezünkben, mintsem Marxot és Engelst megismertük volna.”
A szociális konfliktusokat látva Bebel egyre jobban kezdett kételkedni abban, hogy van-e értelme a munkásságot továbbra is a liberalizmushoz kötni. Szerepe volt ebben a Friedrich Albert Lange filozófusnak és társadalomkritikusnak, akivel a Német Munkásegyesületek Tanácsa vezetőségében került kapcsolatba. Egy könyvnyomdász-sztrájkban Bebel volt a közvetítő, részt vett egy bányász-szakszervezet megalakításában is, és Lassalle követőivel együtt a szervezet maga is részt vett egy sztrájkban.
A polgári demokráciától való elfordulás és a szocializmus eszméihez való közeledés nem okozott Bebelnek „nagyobb lelki küzdelmet”. Továbbra is kitartott megváltozott politikai alapállása, meggyőződése mellett, még ha ennek személyes kapcsolatai is kárát látták. Ebben megerősítette őt a Wilhelm Liebknechttel való találkozása 1865-ben, Lipcsében. Liebknecht a városba költözött, miután korábban Londonban Karl Marx és Friedrich Engels köréhez tartozott. Bebel, ha nem is kritikátlanul, de Liebknecht sok nézetét átvette. Az ő hatására fogadta el azt az alaptételt, hogy a politikai és társadalmi harcnak a munkásságnál egységet kell alkotnia. Emiatt kellett a munkásegyesületeknek a liberálisoktól elfordulniuk. Önéletrajzában azonban Bebel visszautasította, hogy Liebknecht hatására lett volna szocialistává, mert ő már ezen az úton volt, még mielőtt találkozott volna Liebknechttel.
Liebknechtet bírálta amiatt, hogy előzetes egyeztetések nélkül teremtett kész helyzeteket, és azután – mivel híján volt a gyakorlatnak – mások voltak kénytelenek helyette intézkedni. Ennek ellenére mindkettőjüket „elválaszthatatlanoknak” tartották, és kezdeti munkakapcsolatukból barátság lett.

### Szász Néppárt (Sächsische Volkspartei)
Bebel átvette Liebknechttől a poroszellenességet is. Amikor 1866-ban küszöbön állt a porosz–osztrák–olasz háború, Bebel egy nagy népgyűlésen bírálta Otto von Bismarck németellenes politikáját, és kiállt a nagynémet megoldás (Großdeutsche Lösung) mellett.
1866-ban Wilhelm Liebknechttel együtt megalapította a radikális demokratikus Szász Néppártot. Bár szocialista álláspontjuk határozott volt, Bebel és Liebknecht célja mégis az alakulóban lévő Északnémet Szövetség (Norddeutscher Bund) keretében a munkások, nagynémet és munkásbarát polgári erők szövetségének létrehozása volt a porosz uralom ellen.
Ebben az évben vette feleségül Julie Otto kalaposnőt, egy vasúti munkás leányát, aki később Julie Bebelként vált híressé. Felesége támogatásának köszönhetően erősebben tudott koncentrálni a politikai történésekre, jóllehet továbbra is kézművesként dolgozott. Az egyesületi és pártmunkán kívül újságírással is foglalkozott. Cikkeket írt a Deutsche Arbeiterhalle-ba (Német Munkáscsarnok), ami a Német Munkásegyesületek Tanácsának lapja volt, valamint a Liebknecht kiadásában megjelenő Demokratisches Wochenblatt-ba (Demokratikus Hetilap), amely a szász, illetve Német Néppárt sajtóorgánuma volt.

## Eisenachból Gothába

### A Szociáldemokrata Munkáspárt megalapítása

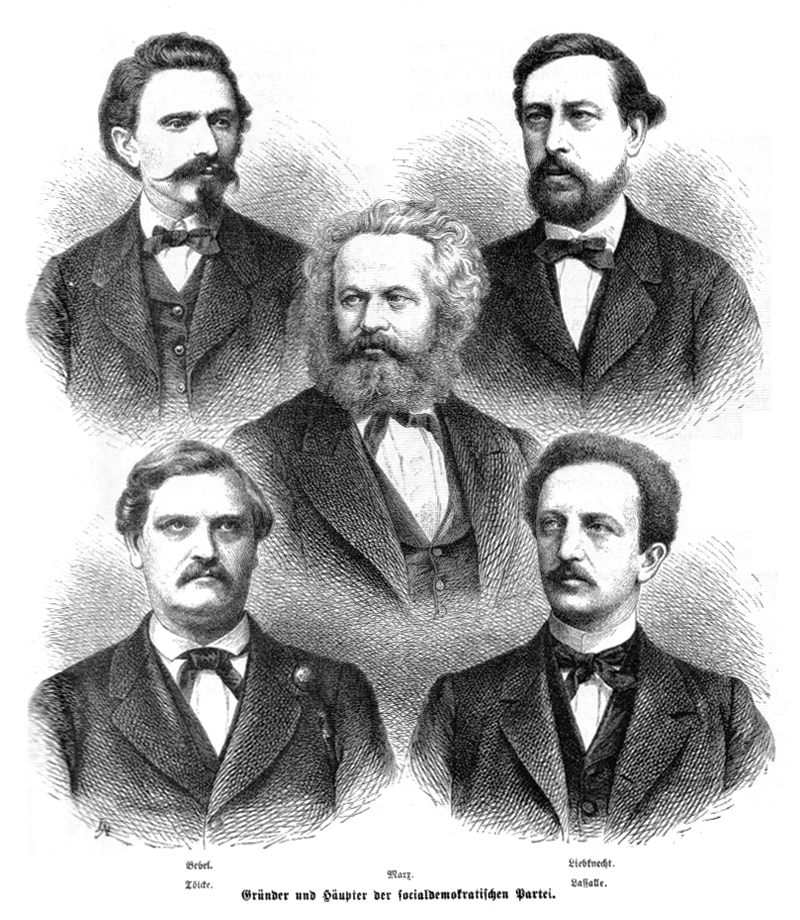
A korai német munkásmozgalom személyiségei (August Bebel, Wilhelm Liebknecht – felső sor, Karl Marx – középen, Carl Wilhelm Tölcke, Ferdinand Lassalle – alsó sor)

1866-ban Bebel belépett a két évvel korábban Londonban alapított szocialista I. Internacionáléba. A munkásegyesületeken belül az internacionálé célkitűzéseiért és szervezetépítési elgondolásaiért szállt síkra. A német munkásegyesületek napján (Vereinstag Deutscher Arbeitervereine (VDAV)), 1867-ben, Gerában el tudta érni egy igazi elnökség létrehozását az állandó bizottság helyett. Az elnök megválasztásakor több szavazatot kapott, mint ellenlábasa, Max Hirsch társadalompolitikus. Egy évvel később a VDAV nürnbergi napján elsősorban Bebel érdeme volt, hogy a szövetség csatlakozott az I. Internacionáléhoz. Azért lépett fel ennek a programnak az átvételéért, „mert az a munkásság követeléseit élesen és tisztán fogalmazta meg és mert kell egy vezérlő zászló az egész civilizált világ munkásmozgalmai számára.” Ez a csatlakozás vezetett a liberális és polgári demokratákkal való szakításhoz.
Egy, a Lasalle munkásságának köszönhető ADAV melletti új munkásmozgalom szakszervezeti ágaként, a Munkásság Szövetsége (Arbeiterschaftsverband) valamint a liberális Hirsch–Dunckerschi Kézművesegyesület (Hirsch-Dunckerschen Gewerkvereinen) ellenpontjaként Bebel – Liebknecht támogatásával – az úgynevezett Nemzetközi Kézműves Szövetségek (Internationale Gewerksgenossenschaften) egész sorát alapította a különböző munkáscsoportosulások számára, és megalkotta ezek alapító okiratainak mintáját.
A VDAV nürnbergi napjának határozatai és az ADAV fejlődése fontos lépések voltak az új munkáspárthoz vezető úton. Az ADAV elnökének, Johann Baptist von Schweitzernek sokéves működése és diktatórikus vezetési stílusa ahhoz vezetett, hogy számos tagjuk Bebel és Liebknecht táborába ment át. A két oldal vitái élessé, polémiássá váltak.
1869. augusztus 8-án a VDAV, az ADAV egykori tagjai és a Szász Néppárt Bebel elnöksége alatt egy új párban, a Német Szociáldemokrata Munkáspártban (Sozialdemokratische Arbeiterpartei Deutschland) egyesültek. Bebel volt az eisenachi alakuló pártnap (Eisenacher Programm) legfontosabb szervezője és azt Liebknechttel előkészítve együtt formálták. Ellentétben az ADAV-val az új párt struktúrája demokratikus volt. Jogi akadályok miatt ugyan nem volt lehetséges a belépés a szocialista Internacionáléba, de Bebel kihangsúlyozta, hogy az új párt az Internacionálét minden pontjában támogatja, anyagilag és eszmeileg egyaránt. Meg akarta tartani a párton belül megmaradt polgári demokratákat és ezért a párt neveként a Demokratikus Szocialista Párt (Demokratisch Sozialistische Partei) nevet javasolta, de ezt nem fogadták el.
Az ezt követő időben a közvéleményt akarta megnyerni az új párt számára mint szónok és mint író. Különösen hatásos volt az 1870 elején megjelent brosúrája: Unsere Ziele (Céljaink), mely igen sok kiadást élt meg. Ebben a munkásosztály fogalmát nagyon szélesen határozta meg. Ez az osztály az ő felfogásában a tulajdonképpeni munkáson kívül magába foglalja a kis kézműveseket, de a kisparasztokat, az iskolai tanítókat és a beosztott hivatalnokokat is. Mivel ezek a társadalmi csoportok együttesen a népesség túlnyomó többségét teszik ki, semmiképp sem lehet a munkásosztály győzelmét követően osztályuralomról beszélni, sokkal inkább egy „józan demokratikus társadalom” céljairól. A magántulajdonon alapuló termelési mód helyébe szövetkezeti termelési módnak kellene lépnie. Bebel nem zárta ki a forradalmat sem, mint az e társadalomhoz vezető átmenetet. Mindezen túl az írás magában foglalja a nők emancipációjának követelését is. Annak ellenére, hogy tagja volt az Internacionálénak, Bebel bizonyos részterületeken messze más nézeteket vallott, mint Marx és Engels. Politikai aktivitása miatt ismét bíróság elé kellett állnia, és Lipcsében három heti börtönbüntetést kapott.

### Parlamenti képviselő(Reichstagsmitglied)

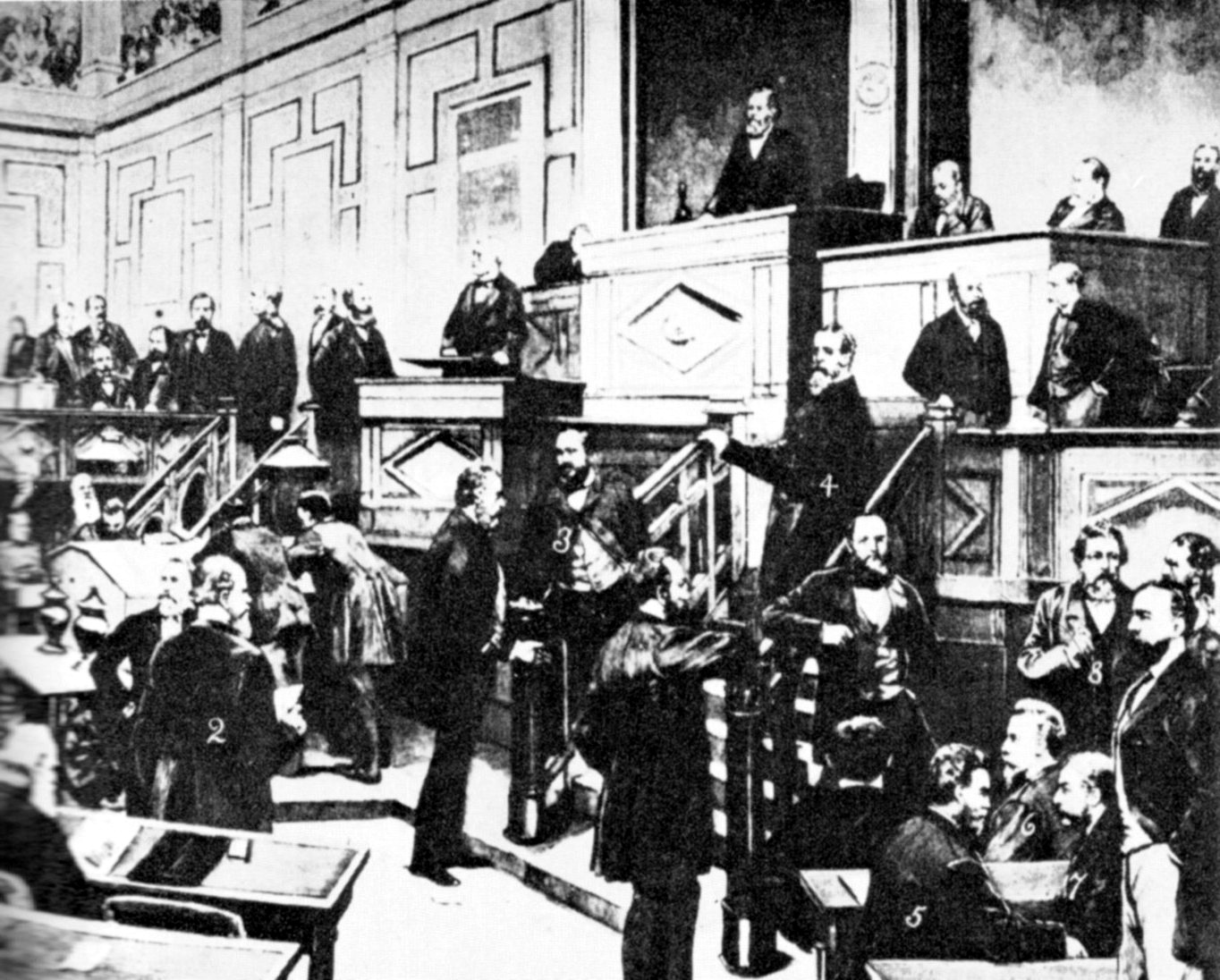
Parlamenti ülés (Bebel lent a sarokban a 6-os számmal)

Az Északnémet Szövetség alkotmányozó parlamentjének (Reichstag des Norddeutschen Bundes) választásán Bebel a Glauchau–Meerane választókörzetben a lassalle-ista Friedrich Wilhelm Fritzsche ellen indult és lett választott képviselő. Ezt a választókörzetet képviselte 1877-ig. Ezután 1883-ig egy drezdai választókerület képviselője volt.
Ezekben az időkben Bebel és Liebknecht között, minden közös vonásuk ellenére, komoly nézetkülönbségek jelentkeztek a parlamentarizmus megítélésében. Liebknecht elutasította a „paktieren und parlamenteln” (megközelítőleg = lepaktálni és parlamenti csoportokat alkotni) gyakorlatát. Ő a parlamentet csupán a politikai propaganda eszközének tekintette. Bebel viszont a képviselőházat a munkásság helyzete javításának eszközeként fogta fel. Különösen erőteljesen lépett fel a parlamenti viták során a munkavédelem, a női és a gyermekmunka kérdéseiben. Az Iparűzési Tanácsadó Bizottság (Kommission zur Beratung der Gewerbeordnung) tagjaként sikerült elérnie, hogy a munkakönyvek vezetését megszüntessék, mert azokat a munkaadók részben a munkások kézben tartására használták ki. Emellett követelte, hogy munkaügyi bíróságok (Gewerbegerichte) döntsenek a felmondásokkal kapcsolatos jogvitákban. Továbbá követelte a Trucksystem (munkások áruval való kifizetése) felszámolását, és síkra szállt a 14 éven aluli gyermekek dolgoztatásával szemben is.
Mind Bebel, mind Liebknecht hevesen támadták az Északnémet Szövetség politikai rendszerét. Szerintük e szövetség megalapítása semmiképp sem szolgálta a német egység megteremtését, sokkal inkább porosz hatalmi érdekek rejtőztek mögötte. Az eredmény véleményük szerint így nem lehet más, mint „Nagy-Poroszország, számos vazallus állammal körülvéve, melyeknek kormányzatai nem többek, mint a porosz korona főkormányzói.” Bebel első parlamenti beszédében kiemelte, hogy az ő álláspontja a német egység és nem a poroszok álláspontja. Semmire nem becsülte azt a szövetséget, mely „Németországot egyetlen nagy kaszárnyává teszi, hogy a szabadság és a nép jogának maradványait is tönkretegye.” Bebel és Liebknecht nagynémet, föderalista álláspontja ellentmondásban állt az ADAV kisnémet–porosz álláspontjával. Ez a különbség a szocialista munkásmozgalom két főiránya közötti konfliktust is elmélyítette.
Bebel a tapasztalt képviselők között is érvényesülni tudott. Ragyogó szónoki képességeit politikai ellenfelei is elismerték. Otto von Bismarck közeli bizalmasa, Hermann Wagener, így jellemezte őt utólag: „Bebel nem pusztán egy kiemelkedő, természetes tehetséggel megáldott szónok, hanem rendelkezik államférfiúi képességekkel is, ami beszédeinek egy magasabb minőséget kölcsönöz, és így csak kevesen képesek magukat vele összemérni, összehasonlítani.”
Engels Bebelt mint képviselőt az antik kor nagy szónokával, a retorika mesterével, Démoszthenésszel hasonlította össze, sőt maga Bismarck is úgy emlegette, mint „az egyetlen szónok a parlamentben”.

### A porosz–francia háborúval kapcsolatos álláspontja
A porosz–francia háború háború 1870-ben kezdődött és párton belüli válsághoz vezetett, amit Liebknecht és Bebel álláspontja váltott ki: ez a háború III. Napóleon érdekében folytatott dinasztikus háború. Kérdésként vetődött fel, hogy – figyelembe véve az általános háborús lelkesedést is – a háborús hiteleket támogassa-e a párt vagy sem. Bebel a Német Szövetség parlamentjében úgy nyilatkozott, hogy ő és Liebknecht erre a célra nem szavazhat meg pénzt, mivel ez a tett a porosz kormányzat melletti bizalmi szavazással lenne egyenértékű, holott az maga okozta – az 1866-os háborúval – ezt az új háborús helyzetet. Ugyanakkor a pénzt mégis biztosítani akarta, mivel annak megtagadását lehetett volna úgy is értelmezni, mint egyetértést Bonaparte aljas és bűnös politikájával. „Mi minden dinasztikus háborúnak elvből ellenfelei vagyunk…, így sem közvetlenül, sem közvetve nem támogatjuk ezt a háborút, tehát a kérdésben tartózkodnunk kell.”
Braunschweigban a pártbizottság – az SDAP legfelső grémiumaként – ezzel szemben a háborút védekező háborúnak tekintette és bírálta két parlamenti képviselőjének álláspontját, sőt éles támadást indított ellenük a párt sajtóorgánumában, a Der Volksstaat-ban (Népállam).
A sedani csatát Franciaország elvesztette és a a II. császárság véget ért, ami egyben a belső pártvitának is véget vetett. A párt a háború azonnali befejezését követelte. Az Északnémet Parlamentben Bebel 1870. november 26-án tiltakozott Elzász–Lotaringiának a Német Birodalomhoz való csatolása ellen a népek önmeghatározási jogának nevében, és figyelmeztetett a németek és a franciák ellenséggé válására. Követelte „a békét a francia nemzettel, minden annexióról lemondva”. Ezzel a lassalle-isták és az eisenachiak egy hangon beszéltek. Képviselőik ettől kezdve mindig a további háborús hitelek ellen szavaztak. Bebel és vele együtt az egész párt emiatt „hazaárulóknak” számítottak. Bebel mind a háború első felének dinasztikussá nyilvánításában, mind a második felének német hódító háborúvá nyilvánításában Marx és Engels felfogását követte.
A Német Császárság parlamentjében (Reichstag des Deutschen Kaiserreichs) Bebel ismét mandátumot szerzett, és azonnal hevesen bírálta az új államot. A szocialista munkásmozgalmon kívül különösen a Párizsi Kommünt támogató kijelentései ütköztek széles körű ellenkezésbe és elutasításba. 1871. május 25-én a parlamentben nyíltan szolidáris érzelmeinek adott hangot a szétvert Kommün mellett: „Akkor is, ha Párizs e pillanatban elnyomott, emlékeztetem Önöket arra, hogy e küzdelem csak kis előcsatározás volt, hogy a fő dolgok még előttünk állnak Európában, és hogy még mielőtt pár évtized eltelne, a párizsi proletariátus csatakiáltása – Háború a paloták ellen, béke a kunyhóknak, halál a nyomorra és a henyélésre! – az egész proletariátus csatakiáltásává fog válni!” Ez a beszéd megerősítette Bismarckot és más kormányköröket is abban a feltételezésükben, hogy a szocialisták esetében az államot veszélyeztető forradalmárokról van szó. Az SDAP-t ezután rendőri felügyelet alá vették.

### A lipcsei felségárulási per

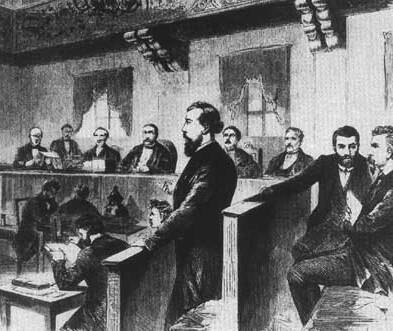
August Bebel (profilban, ülve a kép jobb szélén), Wilhelm Liebknecht (középen a tanúk helyén állva) és Adolf Hepner (jobbról a második) mint vádlottak a lipcsei felségárulási perben

Már 1870-ben nyomozás folyt Bebel, Liebknecht és Adolf Hepner, a  Volksstaat  (Népállam) szerkesztője ellen felségárulás címén. 102 napos vizsgálati fogság után a vádlottakat bizonyítékok híján szabadlábra helyezték, mert a házkutatások során a hatóságok nem találtak terhelő bizonyítékokat. 1872-ben mégiscsak büntetőbíróság elé kellett állniuk. A lipcsei felségárulási per terhelő bizonyíték híján csak kirakatper volt. Ez alkalmat adott a vádlottaknak arra, hogy a közvélemény előtt hatásosan védjék meg magukat. Bebel visszautasította azt a vádat, miszerint az SDAP a politikai céljait erőszak útján kívánná elérni. „Pártunk nem a puccsok pártja, nem olyan párt, amely zavargásokat és puccsokat írt a zászlajára.” A per folyamán Lassalle-ra hivatkozott és úgy érvelt, hogy a munkáspárt a forradalmat, mint a nyilvános állapotok átalakításának békés útját érti. A módokról és mikéntekről a párton belül még soha nem volt véleménycsere. „Ezt mi a jövőre bíztuk rá; ki akarjuk várni azt, hogyan fejlődnek a dolgok.” Bebel és Liebknecht két év börtönt kapott, Hepnert felmentették a vád alól. Bebel esetében később még egy kilenc hónapos szabadságvesztés jött ehhez felségsértés címén. Képviselői mandátumát visszavonták. Az ítélet nem érte el célját. Sokkal inkább az ellenkezőjét azzal, hogy a vádlottak, Liebknecht és Bebel ezzel politikai mártírokká váltak és a mozgalmuk még további híveket nyert.
Bebel a königsteini erődben töltött fogsága alatt az előző évek megterheléseit testileg is kiheverte. Mindenekelőtt továbbképezte magát, egyenesen az ő „börtönegyeteméről” beszélt. Nem csak szocialista szerzőket olvasott, hanem a kortárs tudomány vezető alakjainak munkáit és klasszikusokat is, mint Platónnak az Állam című művét. Fogolytársa, Liebknecht bevezette őt a történelemtudományokba és a természettudományokba, angolra és franciára tanította.
Bebel a tanultakat gyümölcsöztette. A kereszténység szociális tanításaiból fordított franciából, kommentárt is írt hozzájuk. Írt egy munkát az 1525-ös német parasztháborúról (Deutscher Bauernkrieg von 1525). Emellett elkezdte első tanulmányait írni, melyekből későbbi könyve A nő és a szocializmus (Die Frau und der Sozialismus) született.
Mindezek ellenére szenvedett attól, hogy nem képes aktív politikai küzdelemre. Ez számára annál is inkább kemény csapás volt, mert központi választóvonalak tűntek el az ADAV és a Szociáldemokrata Munkáspárt között, sőt megjelentek az egyesülést célzó törekvések is.

### Az egyesült munkáspárt felé vezető út
Karl Marx és Friedrich Engels is megpróbáltak befolyást gyakorolni a két párt egyesülésének folyamatára, hogy így az új pártban Ferdinand Lassalle eszméit visszaszorítsák. Wilhelm Liebknecht, akit időközben elbocsátottak fogságából, az egység érdekében kész volt ideológiai engedmények megtételére is. August Bebelt a börtönben a marxista Wilhelm Bracke tudósította az eltérő felfogásokról. Ő adta át Bebelnek azt a programtervezetet, amelyet az Általános Német Munkásegyesület (Allgemeines Deutsches Arbeiterverein) és a Szociáldemokrata Munkáspárt egymással egyeztetett, és amely igen távol állt a marxista pozícióktól. Bebel ezzel szemben írt egy marxista tervezetet, de azt Bracke nem bocsátotta vitára az egyesülési tárgyalásokban, mert néhány pontjával nem értett egyet. Miután fogságából szabadon engedték, Bebel nyilvános bírálatot kívánt gyakorolni a már egyeztetett program fölött. Liebknecht mégis sikeresen visszatartotta ettől azzal az indoklással, hogy egy ilyen vita az egyesülést csak újra veszélybe sodorná.
Londonból Marx és Engels A gothai program kritikája megírásával erős ellenvetéseket tettek. Mivel ezt csak szűk körben ismerték – Bebel maga sem tudott róla semmit – véleményük nem tudott érvényre jutni. Bebel és Liebknecht, bár becsülték Marxot és Engelst mint ötletadókat és tanácsadókat, nagy önállóságot biztosítottak maguknak taktikai kérdésekben. 1875. május 27-én a gothai programot az SDAP ÉS ADAV egyesülési pártnapján elfogadták. August Bebel reménykedett abban, hogy az ebben jelenlévő „lassalle-i mérget” a tagok nevelése révén idővel semlegesíteni lehet.

### A marxizmus eszméinek vállalása
Nem utolsósorban az 1873-as pénzügyi válság, amely Gründerkrach néven vált ismertté és az első iparosítási hullám végét jelentette, vezetett a szociáldemokrata választók és párttagok számának jelentős növekedésére. Az 1877-es parlamenti választások során tizenkét szociáldemokrata képviselő kapott mandátumot a Reichstagban. Az állam erre az elnyomó intézkedések egész sorával válaszolt. 1877-ben Bebelt kilenc hónap börtönbüntetésre ítélték. Ennek kiváltó oka az volt, hogy Bebel egy brosúrájában szembeállította a költségvetés hadi kiadásait az oktatási kiadásokkal, és úgy érvelt, hogy Poroszországban egy tanító jut 85 iskolásra, míg a hadseregben egy altiszt jut hat közkatonára.
Képviselői munkájában Fritzschével közösen törvénytervezetet dolgozott ki a nők egyenjogúsítására. Ezen túl követelte a börtönmunka szabályozását, a vasárnapi és az éjszakai munka tilalmát, valamint a nők és a tanoncok munkavédelmének javítását.
Ebben az időben egyértelműen az Engelstől származó tudományos szocializmus hívévé vált. Ettől kezdve ez volt számára a pártmunka alapja: „Amint az elvi kérdés a gyakorlati munkánkban háttérbe szorul, (…) sőt talán egyenesen tagadják azt, a párt elveszti a szilárd talajt a lába alól és zászlóvá válik, mely mindig a szél irányát követi. Az elvek mércéjét kell valamennyi követelésünknek gyakorlatilag is követnie, az elv a próbakő, ha az a kérdés, helyes úton járunk-e, vagy sem.” Még akkor is, ha Bebel alapvető kérdésekben különösen Engelsszel értett egyet, állásfoglalásainak alapját kevésbé a marxi elmélet, sokkal inkább a gyakorlati politikai munka során szerzett tapasztalatai adták.

## Bebel mint gyáros és mint magánember

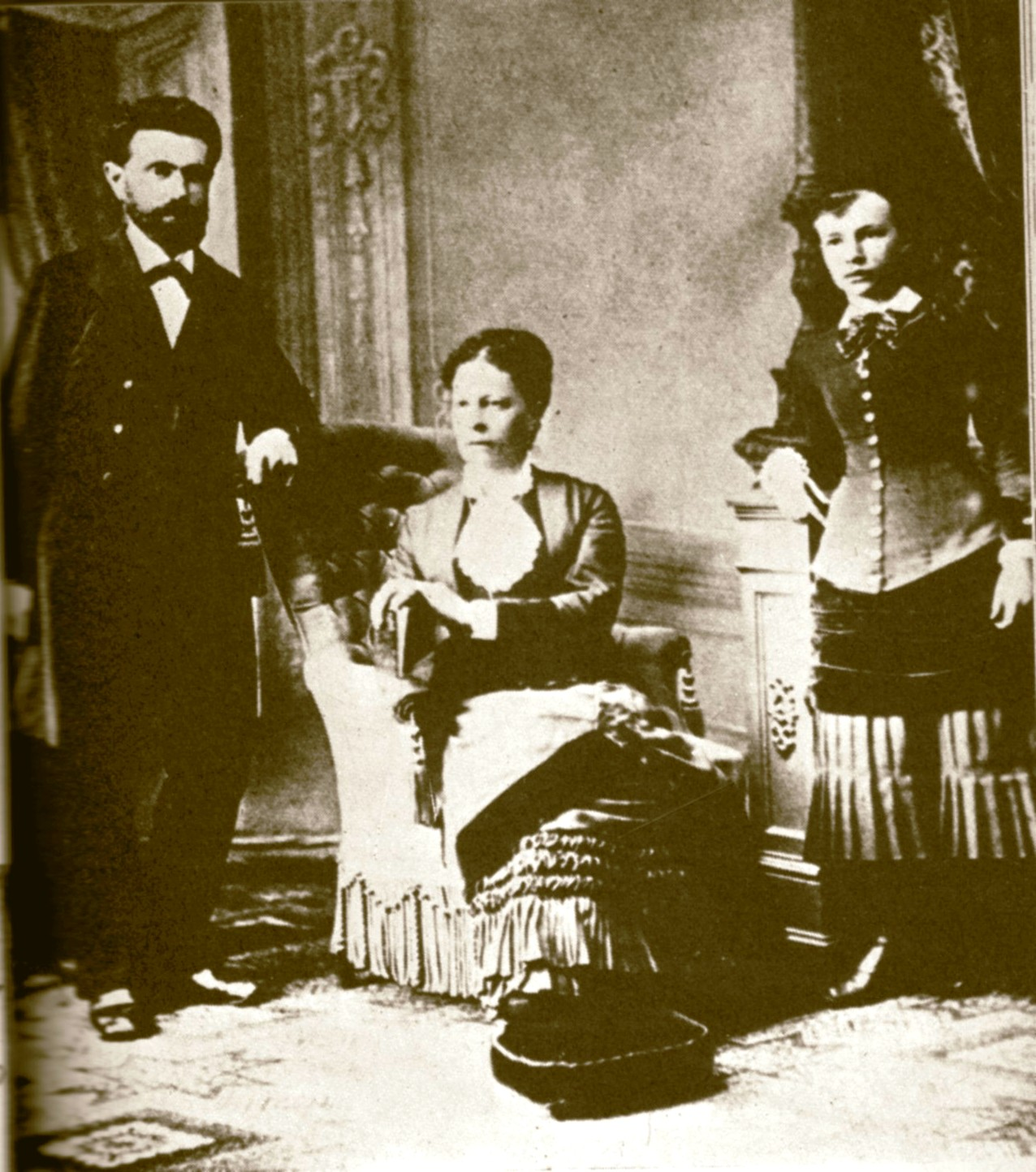
Bebel feleségével és leányával

Szakmai téren Bebel bivalyszarvból készült ajtó- és ablakkilincsek gyártására specializálódott. Az 1873-as válságot megelőző gazdasági virágzás idején kiépíthette üzleti tevékenységét. Fogságai idején felesége vezette tovább a kis üzemet. Volt egy műhelyfőnöke, hat segédje és két tanonca. Az üzleti motivációjáról egy Engelshez írt levelében – aki maga is hasonló okokból volt éveken át nagykereskedő – így írt Bebel: „… mert minél inkább sikerül egy a társadalomban gazdaságilag független helyzetet teremtenem a magam számára, annál akadálytalanabbul léphetek fel a párt érdekében is.”
A Gründerkrach (az 1873-as pénzügyi válság) 1874-től kezdődően Bebel üzemét is fenyegette. Ferdinand Issleib állt mellé mint társtulajdonos és gazdasági szakember, aki megmentette Bebelt a csődbejutástól. 1876-ban a közös vállalkozás gőzgéppel hajtott gyárrá növekedett. A termékválasztékot bronzból készült kilincsekkel bővítették. Bebel főként az értékesítésért volt felelős, így az egész birodalmon belüli üzleti útjait össze tudta kötni pártmunkájával.
1884-ben Issleib kifizette Bebel üzleti részesedését, aki önmagát ettől kezdve utazónak és írónak tekintette. Pénzügyi forrásai ebben az időben korlátozottak voltak. Öt év elteltével teljesen felhagyott utazásaival. A nagy számban elkelt könyvei és politikai újságírói munkájának jövedelme ezt már lehetővé tette számára. Mindezt kiegészítette egy nem remélt, nagy örökség is.
Polgári életmódot folytatott: Plauenben családja egy villa első emeletét lakta. 1890 után komfortos körülmények között élt: már korán villanyvilágítást kapott a lakása. Több éven át élt Berlin–Schönebergben. Tudatosan költözött Berlin nyugati részébe, ahol jobban lehetett lakni, mint Lipcsében, ahogyan azt Natalie Liebknechtnek írta.

## A szocialista törvény hatása életére

### A szocialista törvény

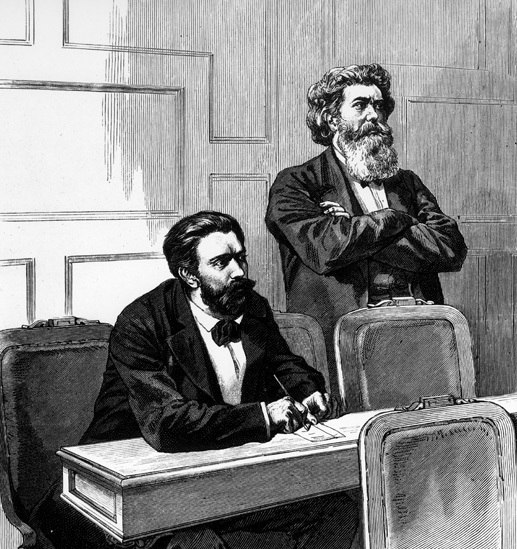
August Bebel (baloldalt ül) és Friedrich Wilhelm Fritzsche Otto von Bismarcknak a szocialista tőrvényről szóló beszéde közben a Reichstagban (fametszet Georg Koch rajza nyomán)

I. Vilmos császár ellen 1878-ban két merényletet is elkövettek, ezt Otto von Bismarck kancellár a szociáldemokrácia nyakába varrta. Bebel üzemének bevételei ennek hatására csökkentek, és a szociáldemokraták az 1878-as választások során sok szavazatot és mandátumot veszítettek. Az új parlament 1878. október 19-én meghozta a „szocialista törvényt”, egy messzire ható, szociáldemokrata-ellenes különtörvényt. A pártot, csatolt szervezeteit, a szakszervezeteket és újságaikat betiltották, vezető tagjaikat kiutasították Berlinből.
Képviselői mandátumának védelme alatt Bebel fejtette ki a párt életben tartásához szükséges munka oroszlánrészét. Kényszerűen átvállalta a párt pénztárosának szerepét és gondoskodott pénzgyűjtésről a törvény sújtotta, pénztelen párttagok számára. Emellett mint szónok és szervező tevékenykedett. Ebben felesége támogatására is számíthatott.
Központi problémává vált, hogy a szociáldemokrata újságokat vagy betiltották, vagy működhettek ugyan, de csak óvatos közléseket tehettek. Bebel volt az, aki kivívta, hogy legyen a pártnak egy központi lapja, melyet külföldön nyomtatnak és becsempészik Németországba, hogy így a párton belüli kommunikáció fennmaradhasson. 1879-től Zürichben (később Londonban) adták ki A szociáldemokrata című újságot, amelyet előbb Georg von Vollmar, majd nem sokkal később Eduard Bernstein szerkesztett. A szerkesztőbizottságnak Bebel, Liebknecht és Fritzsche is tagjai voltak. Julius Motteler, „a vörös postamester” szállította a lapot a birodalomba. Bebel ebben az időszakban vált a párt központi alakjává. A rendőrségnek is ez volt a véleménye róla: a fejlődés „főként attól lesz függő, hogy Bebel a domináns befolyását, amit a párt legjelentősebb és legenergikusabb vezetőjeként ismét elnyert, képes lesz-e továbbfejleszteni.” Bebelt, ha választási gyűléseken fellépett, az emberek lelkesen fogadták. Amikor 1882-ben a sajtó Bebel halálhírét keltette, Marx ezt írta: „Ez pártunk számára a legnagyobb szerencsétlenség! Ő páratlan jelenség volt a német (de mondhatjuk úgy is, az európai) munkásosztályon belül.”
August Bebelnek tehát jelentős része volt a tilalom miatt sokszor demoralizált párthívek motiválásában. Másrészt a „szocialista törvény” a párt nem demoralizált részeiben radikalizálódáshoz vezetett egészen odáig, hogy fellépett „az erőszakra erőszakkal kell válaszolni” felhívás is. Bebel a párt balszárnyától éles kritikát kapott, mivel egy cikkében indirekt módon elismerte a „nacionalizmustól mentes patriotizmust” és támadás esetén a honvédő háború híveként nyilvánult meg. 1880-ban az illegális pártnak a svájci Weyden kastélyban megtartott első pártnapján a párt programjából Bebel töröltette a „törvényesen” szót, ugyanakkor gondoskodott arról, hogy a párt kizárja a jól ismert szociálforradalmi, anarchista nézeteket képviselő tagjait, így Johann Mostot és Wilhelm Hasselmannt. A pártnap Bebel kezdeményezésére elítélte az anarchizmust, mint nem szocialista politikai irányt.
Kezdeményezésére a párt vezetését is átadták a legális szocialista képviselőkből álló frakciónak, és A szociáldemokrata újságot központi sajtóorgánummá nyilvánították. Bebel azon fáradozott, hogy a lap politikai vonalvezetésének kontrollja a birodalmon belüli vezetés kezében maradjon. Ennek ellenére mindig újabb konfliktusok támadtak, amelyekben Bebel eltérő álláspontokat képviselt. 1882-ben bírálta az újságot túl radikális megnyilvánulásai miatt, miközben egy évvel később védelmébe vette azt a képviselői frakció mérsékelt tagjaival szemben. 1885-ben a frakció megkísérelte a szerkesztőséget tényleges ellenőrzés alá venni, de ennek Bebel ellenállt.
Támogatást kapott Marxtól és Engelstől, akiket 1880-ban felkeresett Londonban. Különösen szorossá vált kapcsolata Engelsszel, amit gyakori levélváltásuk is mutat. Mindenekelőtt a párt vezetésében és a parlamenti frakcióban lévő mérsékeltek bírálata kötötte össze őket. A mérsékeltek közé tartozott Liebknecht is, aki 1879-ben az SDAP-t a szó legszorosabb értelmében vett reformpártként jelölte meg és a pártnak a törvény előtti alárendeltségét hangsúlyozta. Ezzel szemben egyre szorosabbá vált Bebel és Paul Singer kapcsolata.
Bebel rendőri felügyeletének nem lett eredménye. Amikor a szocialista törvény keretén belül az ún. kis megszállási állapotot (kleiner Belagerungszustand – ennek lényege a gyülekezések előzetes rendőri engedélye, adott vezető személyiségek bejárási tilalma, röplapok osztásának tilalma és fegyverviselési tilalom) Lipcsében is kihirdették, Bebel a városhoz közeli Borsdorfba költözött, még mielőtt 1884-ben családostól Plauenbe ment.
1881-ben Bebel a szász parlament alsóházának tagja lett. Az 1881-es parlamenti választásokon már nem választották képviselőnek, mert elutasította a választási egyezséget az antiszemita Adolf Stoecker udvari prédikátor pártjával. Egy évvel később ismét letartóztatták négy hónapra, ez alkalommal a Német Birodalmi Tanács (Bundesrat des Deutschen Reichs) állítólagos megsértése miatt. 1883-tól azután Bebel ismét parlamenti képviselő lett. Ettől kezdve az egyik hamburgi választókerületet képviselte.

### Kompromisszum és fundamentalista ellenzékiség között
A szocialista törvény hatálya alatt megváltozott Bebelnek a parlamentáris munkához való hozzáállása. Annak ellenére, hogy a frakción belül központi helyet foglalt el, önmagát mégis inkább pártpolitikusnak, mintsem parlamenti politikusnak tekintette. A párttagok többségével a háta mögött elutasította a parlamenten belüli kompromisszumokat. Sok más szociáldemokrata képviselőtársának, így Wilhelm Blosnak, Johann Heinrich Wilhelm Dietznek vagy Wilhelm Hasenclevernek a szemére vetette, hogy önmagukat „félisteneknek” tartják, elfeledték proletár gyökereiket és túl komolyan veszik a „parlamenti komédiát”. Bebelnek ebből az időből – nem úgy, mint 1890 után – egy sor antiparlamentáris nyilatkozata származott: „egyre ijesztőbbé válik számomra a parlamentarizmus”, írta 1885-ben Liebknechtnek. A párton belül is szembefordult azokkal, akik készek voltak kompromisszumokra. Egy Ignaz Auernek írt levelében 1882-ben így fogalmazott: „A döntő különbség abban áll, hogyan fogjuk fel mozgalmunkat, mint osztálymozgalmat, mely nagy és a világ egészét átformálni kívánó célokkal bír és emiatt a jelenleg uralkodó társadalommal semmilyen kompromisszumot nem köthet, és ha ezt mégis megtenné, egyszerűen tönkremenne, vagy pedig ellenkezőleg: kompromisszum nélkül új alakban regenerálná önmagát, megszabadulva az eddigi vezetéstől.”
A képviselőházban nem minden frakciótag volt ezen a véleményen és ez sokszor heves összecsapásokhoz vezetett, mint például 1884-ben az óceán gőzhajózási vonalainak állami szubvencionálása kérdésében folytatott vitánál. Míg a frakció többsége ezt a problémát csupán csak egy forgalompolitikai kérdésnek tartotta, Bebel számára ez alapvető kérdés volt. „A munkásság képviselete semmiképp sem állhat a burzsoáziát támogató szubvenció mögött.” Ezzel a véleményével a párttagság jelentős részének egyetértésével találkozott. Mégsem adta vissza parlamenti mandátumát, mert annak megtartását saját közlése szerint a párttal szembeni kötelességének tartotta. „Személyesen azt kívánnám, hogy ne legyen többé dolgom a parlamentarizmussal; be kell azonban látnom, hogy ha egyszer már a párt kocsija elé vagyok befogva, ott ki kell tartanom mindaddig, amíg azt becsülettel megtehetem.”

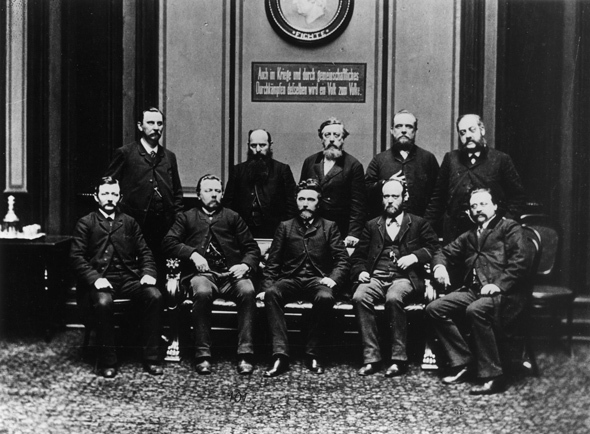
Az SAPD-parlamenti frakciójának tagjai 1889-ben. (balról, ülnek: Georg Schumacher, Friedrich Harm, August Bebel, Heinrich Meister és Karl Frohme. Állnak: Johann Heinrich Wilhelm Dietz, August Kühn, Wilhelm Liebknecht, Karl Grillenberger és Paul Singer)

1882-ben Bebel megint érvényesítette akaratát a Zürichben tartott pártkonferencián a kompromisszumok képviselőivel szemben. Az 1883-as illegális koppenhágai pártnapon Bebel követelésére a bismarcki szociálpolitikai törvénykezést taktikai manővernek nyilvánították, amelynek célja elidegeníteni a munkásságot a párttól. Koppenhágából hazatérve Bebelt és számos más delegáltat is letartóztattak. A freibergi bíróság 1886-ban felségárulás vádjával kilenc hónap börtönbüntetésre ítélte őket. Bebel ezt a fogságát is intenzív önképzésre és írásra használta fel.
1887-ben Sankt Gallenben volt az illegalitás utolsó pártnapja. Bebel vezető politikai szerepe ekkor nem volt vita kérdése. Őt, Liebknechtet és Ignaz Auert beválasztották egy, az új pártprogramot kidolgozó bizottságba. Bebel érvényesítette elképzeléseit a parlamentarizmussal kapcsolatos álláspontokban: egyrészt a szociáldemokrácia hatalma a választásokon való részvételre és a parlamenten belüli tevékenységére épül, másrészt a pártnak nem szabad a parlamentarizmust túlértékelnie. A szocializmust nem lehet a parlament útján kivívni: „Aki persze úgy gondolja, hogy a mai parlamentáris-alkotmányos úton a szocializmus céljait el lehet érni, az vagy nem ismeri ezt az utat, vagy egyszerűen csaló.” Csattanós megfogalmazást adott 1887-ben a szociáldemokrata frakciónak a katonai kiadások hosszútávú tervének elutasításakor: „Se egy embert, se egy fillért ennek a rendszernek!”
Más pártokkal való együttműködés tekintetében Engels megállapodást sürgetett a második fordulós választásokra. Bebel és a párt vezetése csak igen szűk határok között értett ezzel egyet. Ehhez tartozott 1884-ben Rudolf Virchow támogatása egy berlini választókerületben az antiszemita Adolf Stoeckerrel szemben. Bebel számára még mindig fontos volt a más pártoknak „reakciós tömegként” való jellemzése. E jellemzést még Lassalle fogalmazta meg korábban.
A parlamentben különösen a társadalompolitika területén kezdtek megmutatkozni Bebel parlamentre vonatkozó kritikai elképzeléseinek határai. A bismarcki társadalombiztosítás kérdésében ő csupán a szegénység elleni biztosításnak a bővítését tartotta fontosnak, a törvénycsomag egészét azonban kiforratlannak tartotta és emiatt elutasította. Emiatt a szociáldemokrata képviselők a törvénytervezet ellen szavaztak. Nem volt egyértelmű Bebel álláspontja a társadalompolitikai törvényhozásban. Vezetése alatt ezért a frakció számos változtatási indítványt tett. Sok kérdésben – mint a munkaidő korlátozásában, a női- és a gyermekmunka korlátozásában – a munkások érdekében konstruktívan együttműködtek a szociáldemokrata képviselők. A kormányzat javaslatait megpróbálták módosítási indítványaikkal választóik hasznára javítani. Ezzel végül is kimondatlanul elismerték, hogy a társadalmi javulás az adott rendszeren belül is lehetséges volt.
1889-ben Bismarck megpróbálta a „szocialista törvényt” határozatlan időre meghosszabbítani, de ez nem vezetett sikerre. Az 1890-es parlamenti választások az ellenzék erős előretörését hozták. A szociáldemokraták a leadott szavazatok mintegy 20%-át kapták meg, és 35 képviselővel vonultak be az új parlamentbe.

## Út a tömegpárt felé, belső harcok

### Pártelnök és nagy szónok
Bebel igen komolyan részt vett mind a II. Internacionálé 1889-es létrejöttében, mind pedig az 1891-es Erfurti Program kidolgozásában. A végső és teljesen marxista terv lényegében Karl Kautsky munkája volt. 1892-ben Bebel vezető szerepe az ekkor már az SDP-ben (Német Szociáldemokrata Párt) is nyilvánvalóvá vált azzal, hogy az elnökök egyikévé választották, ezt a tisztséget haláláig megtartotta. Társa volt ebben a pozícióban Paul Singer és 1911-től Hugo Haase, de mindketten Bebel árnyékában maradtak.

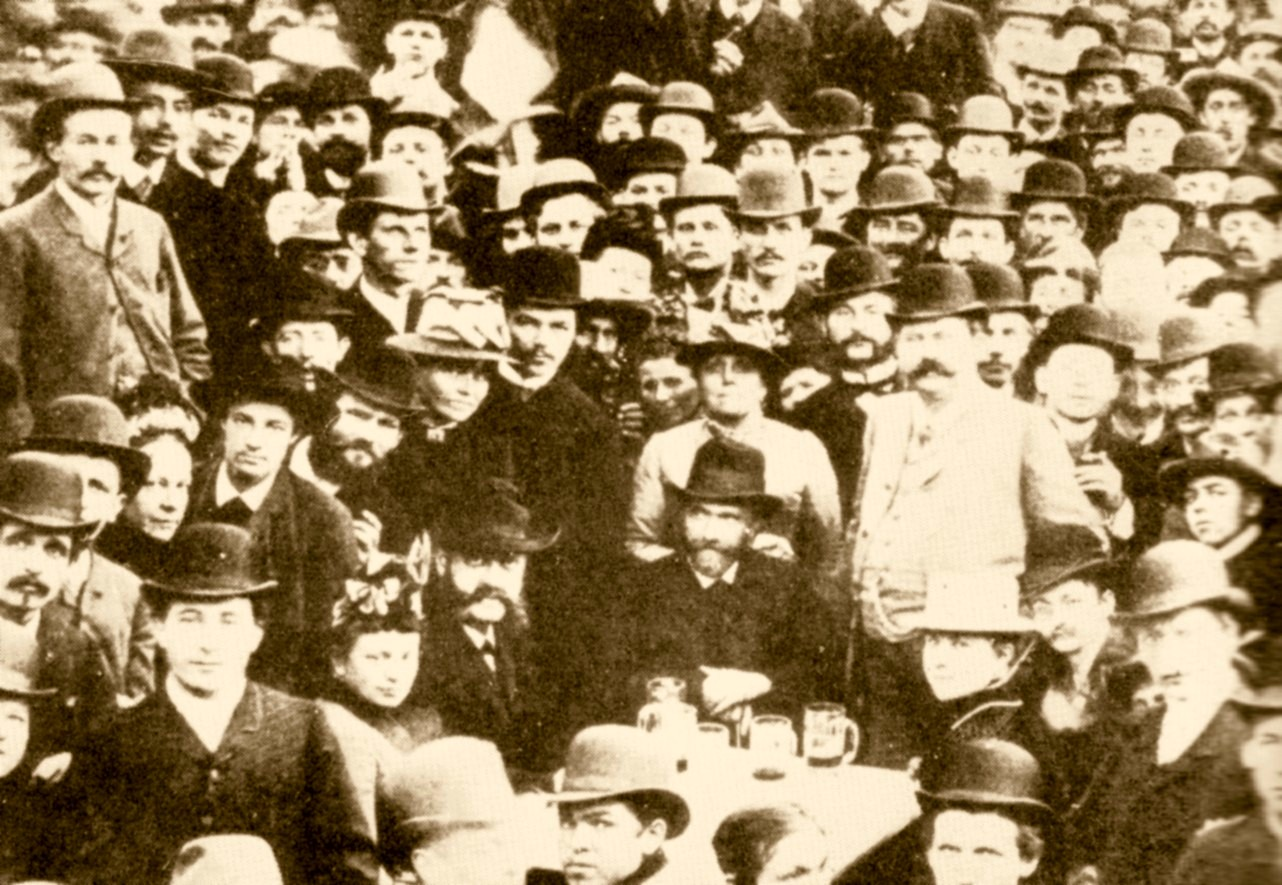
August Bebel és Paul Singer (az asztalnál ülve) Drezdában, az 1890. május 1-jei ünnepen

Valamennyi kortárs politikus közül Bebel volt a legnagyobb befolyással a szociáldemokrata munkásmozgalomra. Ő volt a fő felelőse a párt szervezésének és ő határozta meg a párt irányvonalát, képét a nyilvánosság felé. Egyenessége és becsületessége a szociáldemokrácia híveinek példaképévé avatta őt. Kiemelkedő retorikus tehetsége beszédeit élményszámba emelte a hallgatóság számára. Úgy jelent meg előttük, mint vágyaik és céljaik szószólója. Ahol csak nyilvánosan fellépett, ott rendszeresen a hallgatók ezreit vonzotta. Még a „szocialista törvény” eltörlése előtt, 1890-ben 40 000–50 000 ember előtt beszélt Hamburgban, ahol csak mintegy 10 000 hallgatója fért be a gyűléstermekbe. Ezt írta a feleségének: amikor felléptem a tribünre „olyan viharos tapssal fogadtak, hogy a falak remegtek tőle, és ugyanez volt az eset, amikor másfélórás beszédem után (…) a színpadot elhagytam.” Miután az elnök éljent kiáltott Bebelre, a „lelkesedés határtalanná vált.”
Bebelnek az volt a nézete, hogy a polgári társadalom vége közel van. Politikájának végcélja felől sohasem hagyott kétséget. Ez a fennálló állam- és társadalmi rend megdöntése a munkásság révén és a szocializmus létrehozása volt. 1891-ben azt jövendölte, hogy a legtöbb akkor élő ember ezt még meg fogja érni. Bebel a forradalmat mint törvényszerűen bekövetkező „nagy zajos összeomlást” fogta fel, amit a szociáldemokráciának nem kell célzottan kezdeményeznie. Számára a nemzetközi szocialista munkásmozgalom egy „hatalmas áradat, mely már nem ismer semmilyen akadályt.” Emiatt „a győzelemmel számolt.”
Egyidejűleg tudatában volt annak, hogy sok híve nem csupán a jövőben hisz, hanem változásokat vár már a jelenben is. „A rendkívüli támogatottságot és a bizalmat a munkásság tömegeiben csak akkor mondhatjuk magunkénak, ha ők látják, hogy mi gyakorlatilag dolgozunk az érdekeikért és nem csupán a szocialista állam jövőképét tartjuk eléjük, amelyről nem tudni, mikor lesz valósággá.” Ezért a párt feladata mindent megtenni azért, hogy „a munkások helyzete (…) emelkedjék és javuljék”, amennyire egyáltalán ez a polgári társadalomban lehetséges.

### Az Erfurti Programot követő belső konfliktus

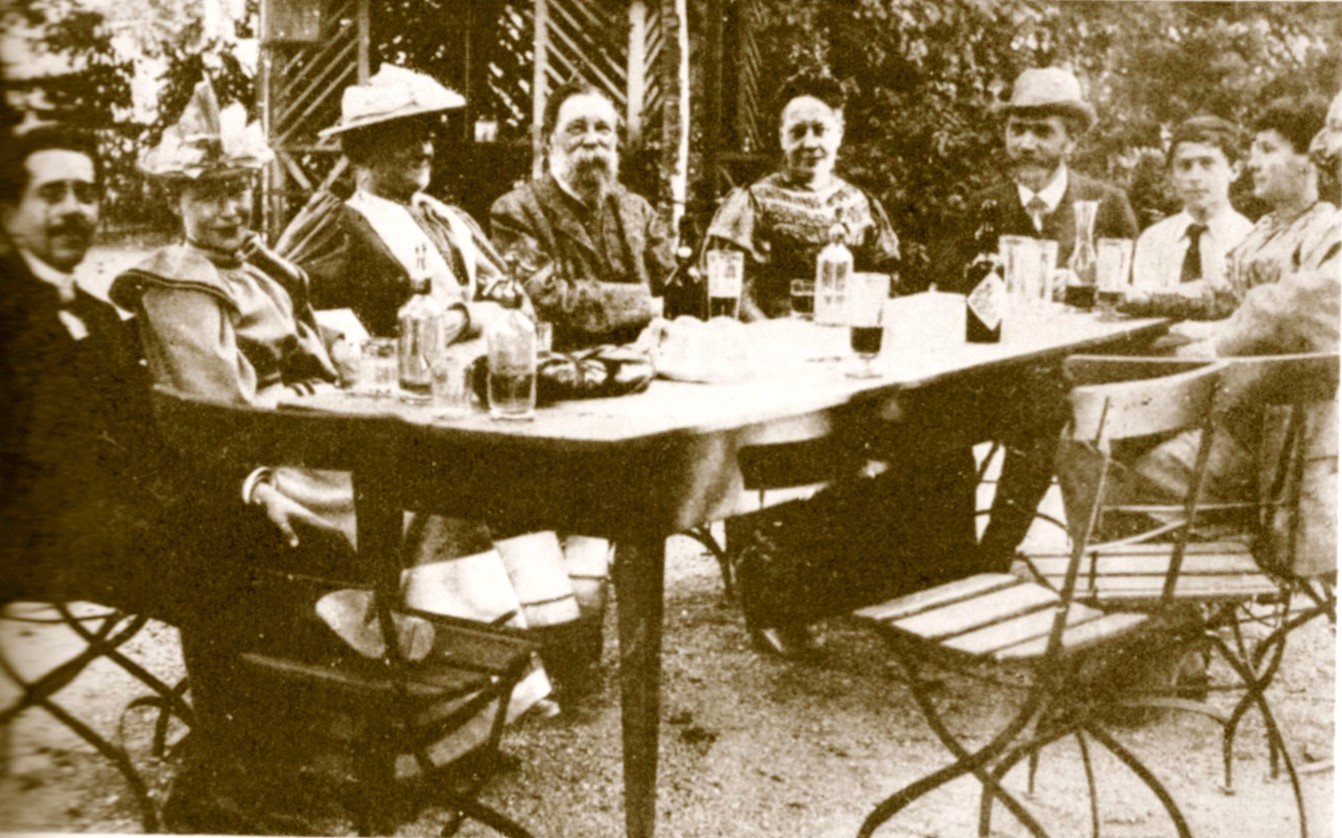
Az oroszlánhoz címzett vendéglőben Bendlikonban, Zürich mellett, 1893-ban (balról jobbra: Dr. Simon – Bebel veje –, Frieda Simon-Bebel, Clara Zetkin, Friedrich Engels, Julie Bebel, August Bebel, Ernst Schaffer, Regine Bernstein, Eduard Bernstein (részben))

Annak ellenére, hogy az Erfurti Programot követően a párt irányultsága egyértelműen marxista volt, már korán felbukkantak belső viták a helyes út kérdésében. Bebel, mint a párt vezetésének élvonalbeli személyisége, központi szerepet kapott ezekben.
Az első kihívás az úgynevezett ifjaktól jött. Bruno Wille és Paul Ernst voltak e párton belüli ellenzéknek a szószólói. Ők tekintélyelvűnek találták és ezért bírálták a párt vezetését, tartottak attól, hogy az SPD végül reformpárttá válik, elutasították a parlamenti részvételt, és Lassalle kemény bértörvényére (ehernes Lohngesetz) hivatkozva azt a nézetet vallották, hogy a béremelések a kapitalista rendszerben értelmetlenek. Az ifjak nem anarchisták voltak, hanem forradalmi szocialisták. Bebel attól tartott, hogy ez a radikális vonalvezetés újabb szociáldemokrácia-ellenes törvényeket provokálhat ki. Ő arra épített, hogy a politikai hatalom a párt híveinek és választóinak állandó növekedésével erőszak alkalmazása nélkül is elérhető. Számára és a párt vezetése más tagjai számára sem volt nehéz az ifjak kis belső ellenzéki csoportját elszigetelni és a pártból kiszorítani.
A párton belüli spektrum másik oldalán Georg von Vollmar, képviselő és 1893-tól Bajorországban a párt frakcióvezetője reformvonal mellett szállt síkra. Az elméleti vitánál is fontosabb volt számára a parlamenteken belüli küzdelem a gyakorlati szociális reformok érdekében. Elfogadta egy honvédő háborúnak a munkásság részéről való támogatását. Bebel azonban ebben a központi pártelvek feladását látta: „A párt igazi forradalmi céljainak tagadása szükségszerűen csak az elláposodásra vezet (…) Eddig mindenért küzdöttünk, amit a jelenlegi államtól kicsikarhattunk, de az amit végül is kivívtunk magunknak – és ezt mindig is hangsúlyoztuk – csupán apró engedmény és a dolgok valódi állásán abszolút semmit nem változtat.”
Vollmarnak meg kellett hajolnia Bebel céljai előtt az 1891-es pártnapon. Természetesen ez nem jelentette a reformizmus végét. Vollmar esetében ehhez kapcsolódtak kiérlelt föderalista elképzelései is. Az egyes szövetségi államokon belül a relatív önálló politika híve volt, és a párton belül nem volt kész a párt vezetésének valamennyi döntését átvenni. 1894-ben a bajor parlament SPD-frakciója a kormányzat költségvetési tervét elfogadta, mert az javítani kívánta a munkásság helyzetét is. Bebel ezt élesen bírálta. A frankfurti pártnapon, 1894-ben, Bebel és a párt elnöksége elfogadásra javasolt egy olyan határozatot, amely kötelezte volna a szövetségi parlamentek képviselőit a helyi költségvetés elleni szavazásra, ám ezzel a javaslatával Bebel a párt többségének egyetértését sem kapta meg. Ennek a következménye az lett, hogy Bebel és Vollmar között nyilvános, részint ellenséges összecsapás robbant ki. Bebel szemére vetette a bajor képviselőnek, hogy az kispolgár, opportunista és nyárspolgár. Vollmar Bebelt önteltnek és önhittnek nevezte, aki azt hiszi, hogy mindig igaza van. Vollmarnak végül, jórészt Bebel ellenállása miatt, nem sikerült elfogadtatni a párttal az elképzeléseit. Másrészt viszont taktikai okoktól vezetve Bebel nem törekedett Vollmar kizárására.

### Az agrárprogram- és a revizionizmus-vita
Bebel problémája az volt, hogyan tud középutat találni a gyakorlati politika és a marxista eszmék melletti hűség között. Ez a probléma határozta meg politikai tevékenységét annak ellenére, hogy elutasította a délnémet reformizmust.
Nem teljesült Bebel reménye, a „szocialista törvény” hatályon kívül helyezésével nem sikerült parlamenti többségre jutniuk. Különösen azok a próbálkozások hiúsultak meg, amelyekkel a vidék népességét kívánták elérni. Ennek érdekében agrárprogramot dolgoztak ki a paraszti gazdaságok védelmére, ezt azonban az 1895-ös pártnap, Kautskyt támogatva, elutasította, mert állítólag túl messze állt a marxista elvektől. Bebel számára, jóllehet nagyra becsülte az elméletet, mindez túl sok volt. Victor Adlernek azt nyilatkozta: „A Breslauban hozott határozatok legkevesebb 10 évvel meghosszabbítják várakozási időnket, ezzel szemben megmentettük az elvet”.

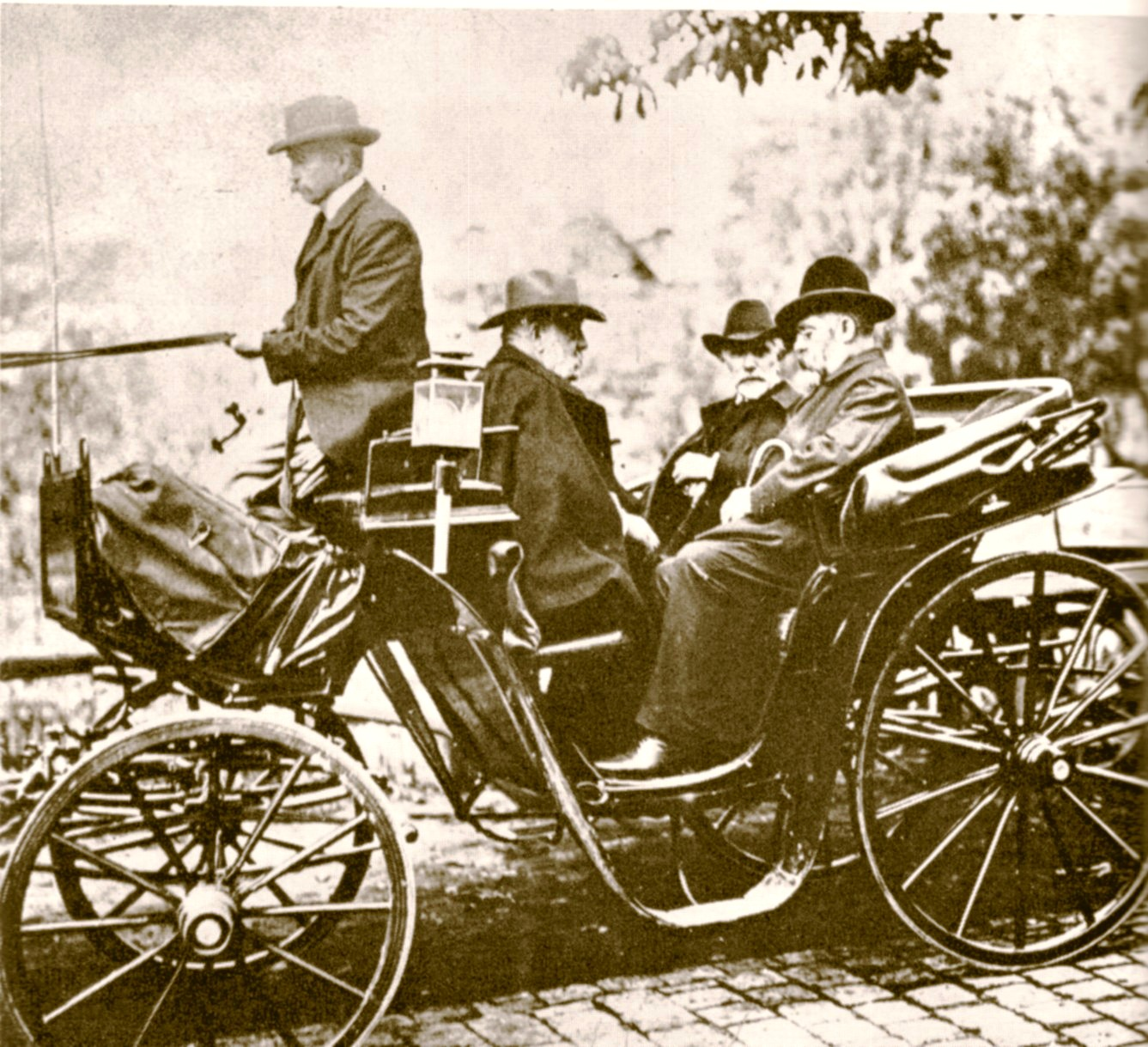
Úton az 1905-ös pártnapra (balról a kocsiban: Paul Singer, August Bebel, Wilhelm Pfannkuch)

A politikai gyakorlatban mindenesetre kész volt a párt programjától eltérni. Annak ellenére, hogy az 1893. évi pártnap elhatározta, hogy nem vesznek részt a porosz képviselőházi választásokon, Bebel 1897-ben ezért szállt síkra, sőt még a polgári ellenzék politikusainak támogatását sem zárta ki. Úgy érvelt, hogy így sok helyen sikerülhet majd a munkásságot a legrosszabb ellenségeitől távol tartani. Mindezzel azonban mind a párt vezetésében, mind a bázisában erős ellenállásba ütközött. Csak 1900-ban sikerült áttörést elérnie. Nem csak Poroszországban állt a polgári pártokkal való együttműködés oldalán, ha az a párt erősödését, a politikai jogok kiszélesítését, a szociális helyzet javítását szolgálta vagy szükséges volt a „munkás- és népellenes” törekvések kivédéséhez. Bebel indítványára az 1902-es pártnaptól kezdődően a választási egyezségek feltételeknek egy terjedelmes listájához voltak kötve. Emiatt az előbbi szemléletnek a gyakorlatban nem volt jelentősége. Csak 1912-ben tudott létrejönni egy egyezmény a Haladó Néppárttal, ami miatt Bebelt a párt baloldala élesen bírálta.
Már az 1890-es években elkezdődött, elsősorban Eduard Bernstein kezdeményezésére, a Kautsky által megtestesített marxista ortodoxia megkérdőjelezése a revizionizmus-vitában. Bernstein Vollmarhoz hasonlóan arra a következtetésre jutott, hogy az SPD-nek baloldali demokratikus reformpárttá kell fejlődnie. Bebel – barátságuk ellenére – határozottan elutasította Bernstein gondolatait, mivel azok az ő véleménye szerint a pártot alapjaiban fenyegették. Ezzel kapcsolatban jegyezte meg egy Victor Adlerhez, 1898-ban írt levelében: „Az alapelvek megkérdőjelezésével a taktika is kérdésessé válik, sőt a mi álláspontunk, a szociáldemokrácia álláspontja is.”
A következő évek során Bebel heves küzdelmet folytatott a lekicsinylően csak revizionizmusnak nevezett eszmeáramlat ellen. Kezdetben ő és Kautsky is Bernsteinnak a pártból való kizárásán fáradoztak. Először 1899-ben alakult ki heves vita a pártnapon Bernstein téziseiről. Végül Bebelnek sikerült egy alaphangjában marxista határozatot hozatnia. Mindenesetre a delegáltak összetétele megmutatta azt is, milyen sok elképzelés volt. A baloldalon például Rosa Luxemburg állt; vele szemben állt egy igen széles „revizionista” csoport, amelyhez például Eduard David is tartozott. E két szárny közé volt szorítva a Bebel körüli centrum. Már csak azért sem sikerült befejezni a revizionizmus körüli vitát, mert Bernstein 1901-ben a visszatért száműzetésből.
Még inkább kiélesedett a párton belüli konfliktus, amikor Vollmar az 1903-as választási győzelmet követően azt indítványozta, hogy mint legerősebb párt a képviselőház elnökségében követeljenek maguknak helyet. Ez azonban együtt járt udvarhoz menéssel, a császárnak való bemutatkozással, ezért Bebel ezt az indítványt elutasította. Drezdában, az 1903-as pártnapon, Bebel megállapította, hogy a párton belüli egység hiánya még soha nem volt nagyobb. A Vollmarral folytatott vitáját követően „igen sok dolgot le kellett nyelnie”, bár állandóan próbálkozott az ellentétek elsimításával, „most végre tisztáznunk kell a dolgokat, tiszta vizet kell öntenünk végre a pohárba.” Bár a revizionizmusnak a párton belül soha nem lesz sikere, de „szétforgácsolja erőinket, gátolja fejlődésünket, aláássa egységünket.” Ez ellen Vollmar hevesen és személyesen is támadta Bebelt, tekintélyelvű jellemvonásokat feltételezve: „Beosztja az elvtársainkat első- és másodrendűeknek, igen, igaz és hamis szociáldemokratáknak sorolja be őket. Kérdem én Önöket: milyen hangnemben beszélt Bebel az egész párttal? Én nem fogom tűrni, én fejmosást fogok tartani, (…) én le fogok számolni. Én, én, én – az beszél így, aki egy az egyenlők között, vagy inkább az, aki diktátor.” Bebel úgy válaszolt, hogy a párt tagságának kilenctizede elutasítja Vollmar téziseit, még akkor is ha ezeket a polgári sajtó magasztalja. „Én ennek a polgári társadalomnak és ennek az államrendnek halálos ellensége akarok maradni, hogy aláássam ezek létfeltételeit és, ha tudom, elsöpörjem őket. Ameddig lélegezni, írni és beszélni fogok tudni, addig ennek nem szabad másként lennie” – kiáltotta ki ezen a pártnapon. Bebelnek sikerült nagy többséggel keresztülvinnie álláspontját a képviselőház elnökségével kapcsolatos kérdésben csakúgy, mint a revizionizmus formális elítélésében, valamint a költségvetés elfogadásának megtiltásában a képviselők frakciója felé. Mindez azonban nem tudta megakadályozni, hogy a gyakorlatban, mindenekelőtt a szakszervezeti vezetők köreiben, egy inkább a praktikus reformok felé irányulás erősödjék meg.

### A tömegsztrájk-vita és a költségvetés elfogadása
Az 1905-ös oroszországi forradalom és az ott létrejövő szovjetek (munkástanácsok) után a német szociáldemokrácián belül a baloldali szárny jelentősége megnőtt. Ennek informális vezetője Rosa Luxemburg volt, s többek között Karl Liebknecht és Clara Zetkin is támogatták. Különösen a baloldaliak belépése a tömegsztrájk-vitába vezetett belső konfliktusokhoz. Luxemburg fő ellenfele ebben a kérdésben a pártnak a reformokra törekvő, „reformista” szakszervezeti szárnya volt.

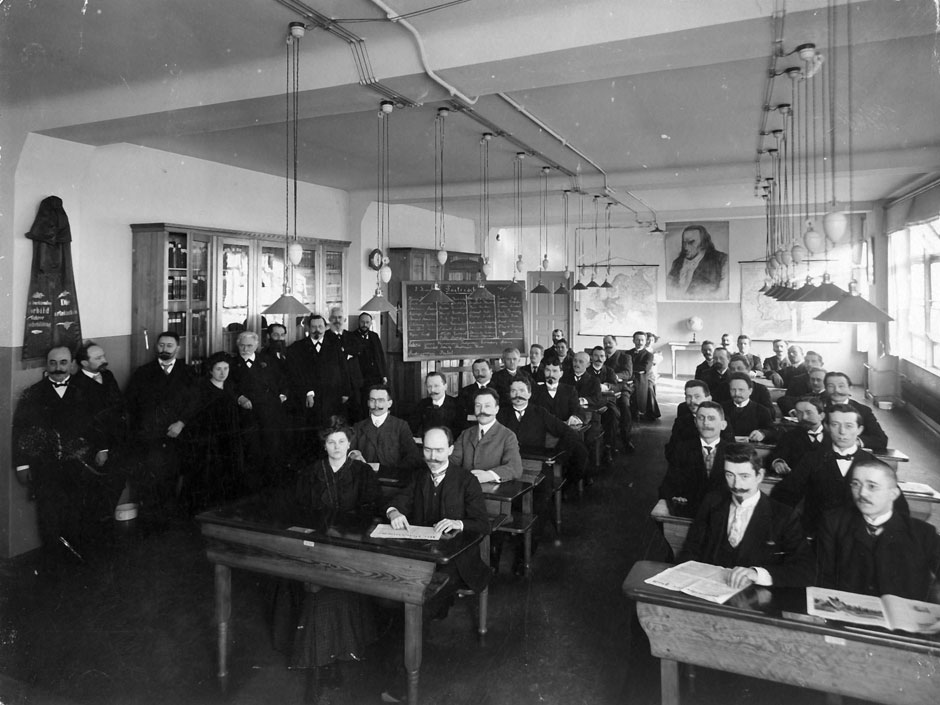
A párt elnökségének látogatása 1907-ben az SPD birodalmi pártiskolájában. A tanárnő Rosa Luxemburg (áll, balról a negyedik). August Bebel (áll, balról az ötödik), Friedrich Ebert (balra a 3. padban a jobb oldali padsorban)

Az 1905-ös pártnapon Jénában összecsaptak a vélemények, Bebel próbált a táborok közt közvetíteni. Ő meghatározott esetekben a tömegsztrájkot törvényesnek és szükségesnek tekintette. Különösen így volt ez a demokratikus választási jogok és a koalíció jogának védelmére vonatkozóan.
„Azokat a jogokat, amelyek a mieink, nem engedjük, hogy elvegyék tőlünk, különben szánalmas, nyomorúságos fickók lennénk csak. (…) Ilyenkor tűzbe kell mennünk még akkor is, ha ott veszünk.”
Luxemburggal ellentétben, aki a tömegsztrájkban a támadás eszközét látta, Bebel csak védelmi fegyvernek tekintette azt. Nem ebben látta a gyógyírt valamennyi politikai betegségre.
„Nem hisszük, hogy a polgári társadalmat az általános sztrájkkal ki tudjuk forgatni a sarkából, ezzel szemben mi teljesen igaz jogokért küzdünk, melyek szükségszerűek a munkásosztály számára, ha a munkásság élni és lélegezni akar.”
A párt Bebel javaslatára úgy határozott, hogy az általános sztrájkot csak a védekezés eszközeként lehet elismerni, „politikai bűnök elhárítására.”
A szakszervezetek nagy része megmaradt a reformok vonala mellett, bár Bebel sokat fáradozott azon, hogy megnyerje őket a párt álláspontjának. A szakszervezetek kongresszusának határozatai mutatták, milyen nagy volt a különbség a párt és a szakszervezetek között. Egy év elteltével a mannheimi pártnapon Bebel megismételte álláspontját. Hangsúlyozta azonban, hogy a pártnak szüksége van a szakszervezetekre, ha sztrájkot kell szerveznie, és megpróbálta ismét enyhíteni a tömegsztrájk miatti feszült viszonyt a szakszervezetekkel.
„Mindenekelőtt békét és egységet kívánunk a pártunk és a szakszervezetek között.”
A pártnap elfogadta az elnökség indítványát, amely kimondta, hogy a politikai akciók a szakszervezetek aktív támogatása nélkül kudarcra vannak ítélve. Ezzel tömegsztrájkok kérdésében nem a párté volt a döntő szó, hanem a szakszervezetek általános bizottságáé. Ez egyenértékű volt az offenzív politikai tömegsztrájkok elutasításával. A pártnap végével a mannheimi egyezménnyel elismerték a párt és a szakszervezetek egyenjogúságát.
A tömegsztrájk volt a témája az 1907-es Nemzetközi szocialista kongresszusnak is Stuttgartban. Bebel beterjesztett egy határozati javaslatot az SPD magatartására vonatkozóan, háború kitörése esetén. Ekkor a szocialista pártok feladata a nézetük szerint leghatásosabbat tenni a háború elkerüléséért. A franciák ezzel szemben meghatározott akciók rögzítését követelték, mint például az általános sztrájkot. Bebel számára ez nem volt elfogadható: a német szociáldemokraták nem fogják hagyni magukat olyan küzdelmi módszerekre kényszeríteni, amelyek a párt számára végzetesek lennének. A francia szocialista Gustave Hervé erre szemére vetette, hogy a német szociáldemokrácia elpolgáriasodott és Bebel revizionistává lett.
1910-ben a porosz választási jogért való harcban Rosa Luxemburg kibővítette a tömegsztrájkra vonatkozó nézeteit, és elérte a párt baloldalának egyetértését e kérdésben. Az elnökség, amelynek élén Bebel állt, továbbra is elutasította ezt az indítványt.
A reformista erők folyamatosan nyomást gyakoroltak Bebelre. Egyértelmű párthatározatok ellenére például a bajorországi képviseleti frakció fenntartotta magának azt a jogot, hogy a helyzettől függően fogadják el vagy vessék el a költségvetési terveket. 1908-ban a frakció elfogadta azt, 1910-ben viszont elutasította. Hasonló esetek történtek Württembergben és Badenben. Az 1908-as pártnapon Bebel még egyszer aláhúzta, hogy a költségvetés elfogadása elismeri, sőt támogatja a rendszert. Ez ellen mindenekelőtt a délnémet Ludwig Frank és Eduard David álltak ki. 258 küldött az elnökségi határozat mellett, 119 viszont ellene szavazott. Mindez mutatja, mennyire hiányzott a párton belüli egység ebben a kérdésben. Nyilvánvalóvá vált, hogy a délnémet szociáldemokraták a határozatot bizonyos esetekben nem fogják figyelembe venni. Amikor 1910-ben a badeni képviselőház SPD-frakciója a költségvetést elfogadta, Ludwig Frank tudatában volt annak, hogy ez Bebel heves ellenkezésével fog találkozni. Bebel ezt írta erről Kautskynak:
„Fel kell vetni a kérdést, vagy elismerik és követik a pártnapon hozott határozatokat, vagy ki kell lépniük a pártból.”
1911-ben a Magdeburgban tartott pártnap többsége mind a Luxemburgtól származó tömegsztrájk követeléseket, mind a „badeni reformizmust” a pártfegyelem megsértéseként értékelte. Mivel a pártot megosztotta volna, emiatt nem került sor kizárásokra. A pártnapon elhatározták, hogy a költségvetések elfogadása a jövőben a pártból való kizárási eljárást fog maga után vonni. Legkésőbb 1910-ben a párt három szárnya világosan elhatárolható volt: a baloldal Luxemburg körül, a reformista délnémet súlyponttal és a marxista centrum Bebel és Kautsky körül.

### A képviselőházban folytatott politika

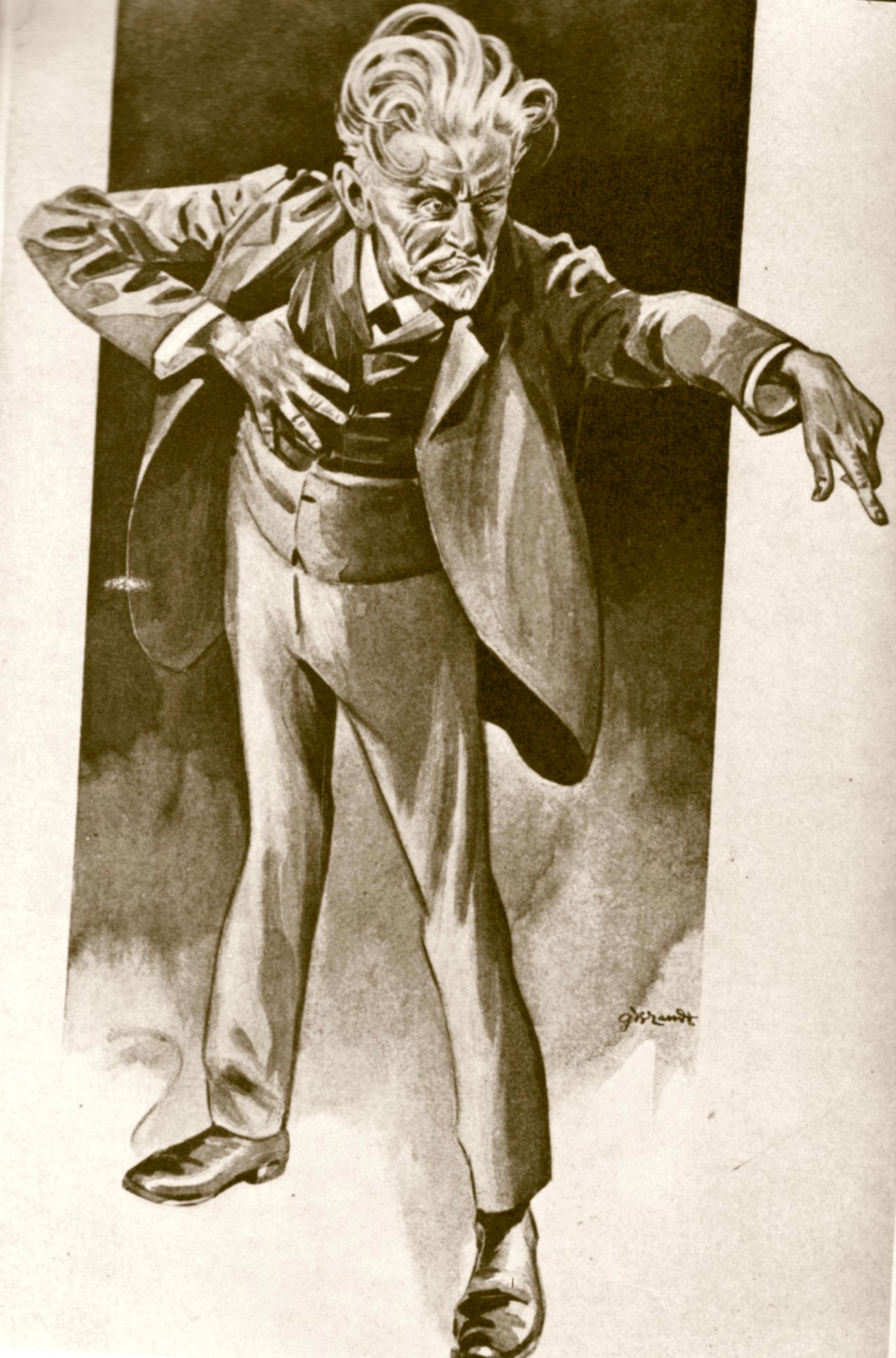
„A dühöngő August.” Bebel szónokol a képviselőházban. Gustav Brandt karikatúrája a Kladderadatsch politikai, szatirikus lapban (1903)

Bebel idejének nagy részét képviselői mandátumára fordította. 1898-tól kezdve a hamburgi I. választókörzetet képviselte. Philipp Scheidemann hatásosan tudósított arról, mily nagy jelentőséggel bírt Bebel számára a parlament. „Tényleg tisztelt ház volt Bebel számára a képviselőház, ahová csak ünneplőben lépett be, mert ide a nép az ő legjobbjait, mindenesetre azokat kívánta küldeni, akik az ő érdekeit képviselni hívatottak és akik az ő bizalmát élvezték.”
Bebel képviselői kötelességeit nagyon komolyan vette, és a Reichstagban ő volt az a szociáldemokrata szónok, aki a legnagyobb figyelmet kapta. Nem pusztán a legjobb szónok volt, hanem egyike a legszorgalmasabb indítványozóknak is. Nem utolsósorban éppen az ő egyre pozitívabb viszonya a parlamentarizmushoz vezetett arra, hogy Rosa Luxemburg egyre kritikusabban szállt szembe Bebellel.
„Az az egyszerű helyzet, hogy August és még inkább mind a többiek feláldozták magukat a parlamentarizmus oltárán.”
Ez a bírálat mégsem volt teljesen jogos, mert Bebel nem próbált meg más pártokhoz közeledni és kompromisszumokat kötni azért, hogy többséget érjen el. Ő mindig megmaradt az alapállása mellett. Emiatt értetlenül figyelte a Német Centrumpárt vezetőjét, Ludwig Windthorstot, aki a legkülönbözőbb pártokkal kész volt szövetkezni.
A szociáldemokraták, annak ellenére, hogy sokan voltak a képviselőházban, még mindig kívülállóknak számítottak. Amikor 1912-ben a birodalmi kancellár, Theobald von Bethmann-Hollweg Bebel hogyléte felől érdeklődött, az Bebel számára figyelemre méltó esemény volt.
„1868 óta vagyok képviselő. Ez volt mégis az első alkalom, hogy a kormányzat egyik tagja a tárgyalásokon kívül megszólított.”
1894-ben II. Vilmos császár megkísérelt egy, az alkotmány átformálását meggátolandó törvényjavaslatot (az úgynevezett Umsturzvorlage) ismételten átvinni a parlamenten, ezzel gyakorlatilag egy szociáldemokrata–ellenes törvényt érvényesíteni. Engels azonnal tömegtüntetésekre hívta fel az SPD-t. Bebel ezt elutasította, mivel világos volt számára, hogy a törvényjavaslatot a Centrumpárttal közösen meg lehet akadályozni. Nem lett nagyon más sorsa az 1898-ban átvinni próbált másik törvényjavaslatnak sem (az úgynevezett Zuchthausvorlage), amely az utolsó kísérlet volt a szakszervezetek és a szociáldemokraták felemelkedésének megakadályozására. Bebel a parlamentben így nyilatkozott: „Úgy vélem, hogy egy ilyen osztálygyűlöletet szító, a legalsóbb néprétegeket izgató és felkavaró valami, mint ez a törvényjavaslat, eddig még nem volt. Valamennyi szociáldemokrata agitátor együtt nem tudna annyira találó módon a szociáldemokrácia érdekében dolgozni, mint a terjesztői annak az írásnak, mely e törvényjavaslatot beharangozta.”
Bebel számos politikai vita részese volt. A Reichstagon kívül is küzdött a Németország keleti részén folytatott németesítési politika ellen. Elutasította és reakciósnak nevezte az antiszemitizmust, amit átmeneti jelenségnek tartott a társadalom közepén lévő rétegek nézeteiben , és az volt a reménye, hogy az antiszemitákat is meg lehet nyerni a szocializmus eszméjének. Viszont azt a kijelentést, hogy „az antiszemitizmus az ostoba fickók szocializmusa”, hamisan tulajdonították neki.
Különösen fontos volt számára a honvédelemmel kapcsolatos törvényhozás. Újra és újra harcolt a porosz hadseregszervezés ellen, és fellépett egy milícia létrehozásáért. A tiszteknek és altiszteknek a katonákkal szembeni hatalmi túlkapásait többször kipellengérezte. 1892-ben bemutatott a képviselőház számára egy gyűjteményt, amely a katonák bántalmazását bizonyította.
Nem utolsósorban bírálta Németország imperialista törekvéseit és az ezzel kapcsolatos fegyverkezést. Már 1890-ben küzdött a vak nacionalista társadalmi körök ellen: „Ezek a körök azok, melyek soviniszta hiúságuktól vezetve akár a legkisebb államok közti konfliktus esetében is úgy gondolják, Németországnak egy tartalékos hadnagy tetterősségével kell fellépnie, és bármi áron ágyúkkal és kardcsörtetéssel, vagy a flotta demonstrációjával vak alázatra kell kényszerítenie az ellenfelet.” II. Vilmos Németországa számára végül is az a legfontosabb, hogy „a világ vezető katonai hatalmai közé tartozzon.”
Bebel vezetése alatt az SPD egy világosan felismerhető vonalvezetést kapott a Német Birodalom imperialista politikájával szemben. Épp Bebel volt az, aki a képviselőházi vitákban kipellengérezte a német gyarmatokon folyó, emberi jogokat sértő tetteket. 1889-ben bírálta hatalmas mennyiségű konyaknak a gyarmatokra való exportálását. Ennek az a célja, hogy a bennszülött népességet degenerálttá tegye, korrumpálja és végül teljesen az erőszak hatalmába vonja. Gyakran szidta azokat az intézkedéseket, melyeket igazságtalannak tartott. Így például elítélte 1900-ban azt a döntést, amellyel német csapatokat vezényeltek Kínába a bokszerlázadás leverésére. Élesen elutasította azokat a brutális módszereket is, melyekkel Német Délnyugat-Afrikában a herero és nama felkelést vérbe fojtották. Ellene volt Német Kelet-Afrika birodalmi biztosa, Carl Peters politikájának is. Elutasította a német külpolitika álláspontját az első marokkói válság idején, 1905–1906-ban.
Rendkívüli aggodalommal nézte, hogyan romlik a német–brit viszony. Erre gondolva figyelmeztetett a német hadiflotta bővítésének veszélyeire. Különösen a flotta felfegyverzését célzó bírálata vezetett ahhoz, hogy „elkezdett menekülni a titkos diplomácia irányába.” Heinrich Angston keresztül, aki zürichi brit főkonzul volt, évek óta kapcsolatban állt a brit kormánykörökkel. Különböző alkalmakkor figyelmeztette a brit kormányt, ne lanyhuljon el a törekvése a fegyverkezésre. Azt követelte, hogy Nagy-Britannia kísérelje meg Németországot jobb belátásra téríteni a fegyverkezése növelésével. Röviddel a halála előtt még politikai értékeléseket és híreket adott át a briteknek.
Míg Bebel fellépett az Angliával való szövetség mellett és egyben határozottan elutasított minden háborút Németország és Franciaország között, addig az Oroszországhoz fűződő viszonya ettől gyökeresen különbözött. Marxhoz hasonlóan a cári Oroszország imperializmusában látta a béke legnagyobb veszélyét. Egyidejűleg Oroszországot a németországi reakció bástyájának tekintette:
„Ott, keleten áll a mi egyetlen, igazi ellenségünk. Vele szemben állandóan résen kell lennünk, és szárazon kell tartanunk a puskaport.”
Az Oroszországból fenyegető veszély ellenében még hazafias nézeteket is hangoztatott. A szociáldemokraták meg fogják védeni Németországot, „mert ez a mi hazánk, (…) mert mi a hazánkat egy olyan országgá kívánjuk tenni, amilyen a maga tökéletességében és szépségében sehol a világon nincs.”
Az 1907-es SPD-pártnapon azt mondta, hogy egy Oroszországgal szemben folytatott háború esetén ő, mint „öreg fiú még mindig kész a puskát a hátára venni és az Oroszország elleni háborúba menni”.F.L. Carsten August Bebel und die…, i. m. 236. o.
A saját frakcióján belül Bebel vezető személyiség volt, mégsem sikerült minden törekvését megvalósítania. Mikor például 1902-ben javasolta, hogy töröljék el a 175. paragrafust, és ezzel szüntessék meg a homoszexuálisok diszkriminálását, meg kellett hátrálnia a frakció többsége előtt. Utolsó éveiben Bebel, aki egészségi és családi okokból Zürichben élt, nem tudott többé részt venni a parlament ülésein, de megpróbált legalább a frakció ülésein megjelenni. 1911-ben tartotta utolsó nagy külpolitikai szónoklatát, és óvott minden háborús politikától. Egyre szaporodó távollétei arra vezettek, hogy a frakción belüli különböző erők egyre távolabb kerültek egymástól. Meghatározott irányzatok külön konferenciát tartottak, és végül a frakción belüli kisebb frakciók keletkeztek.

## Írói tevékenysége

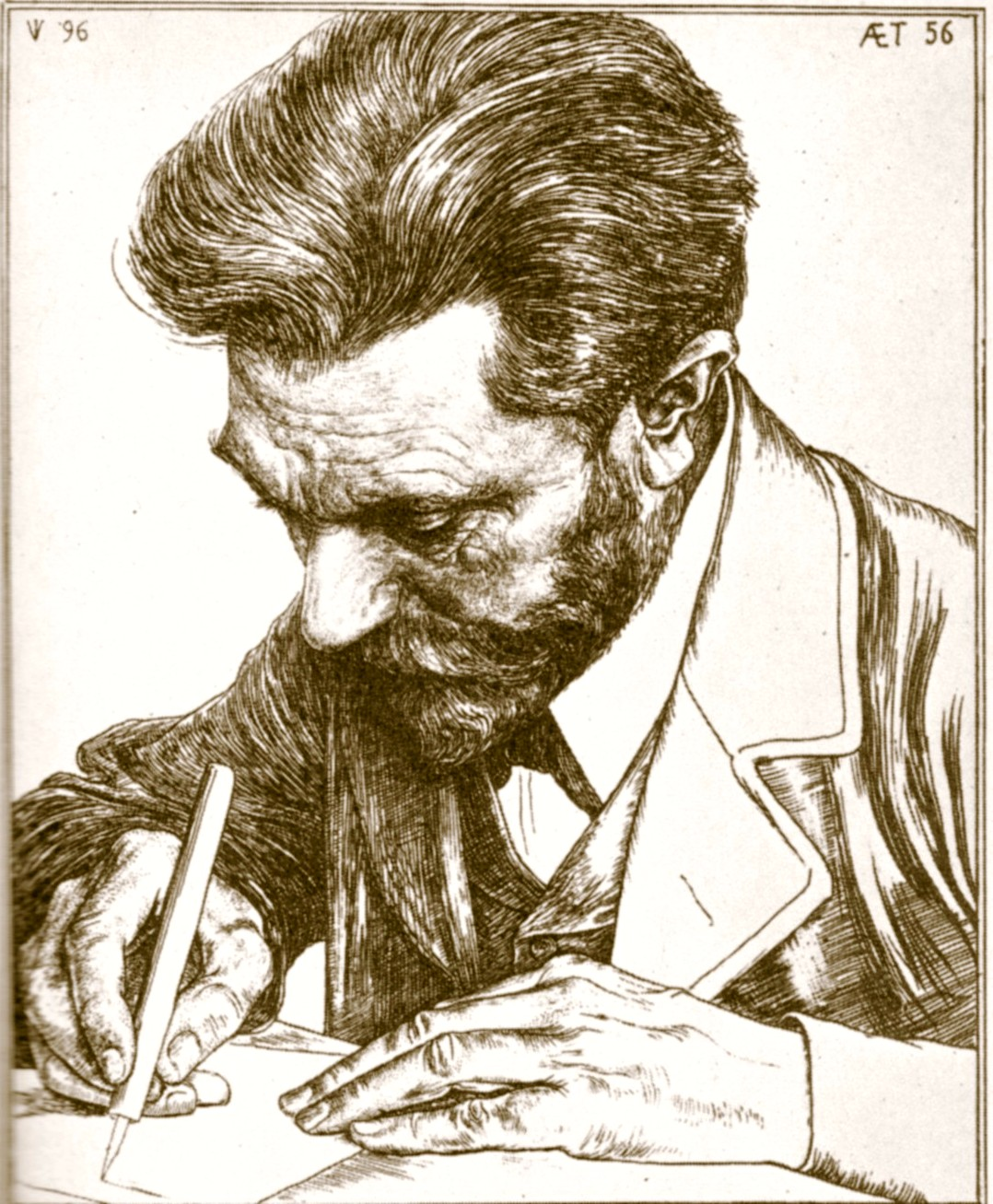
August Bebel 1896-ban (Jan Veth fametszete)

Bebel soha nem tartotta magát szocialista teoretikusnak. Tény azonban, hogy fontos szerepe volt a párt fejlődésében, mint agitációs írások, napi politikával foglalkozó újság- és folyóiratcikkek, de nagy hatású terjedelmes írásművek és könyvek szerzőjének. Rendszeresen írt az Arbeiterhalle (Munkáscsarnok), a Demokratisches Wochenblatt (Demokratikus hetilap), a Volksstaat (Népállam), a Vorwärts (Előre) és a Die Neue Zeit (Új idő) című újságokba. Közvetlen pártpolitikai írásai közül a sokszor újra kiadott brosúra, az Unsere Ziele (1870) (Céljaink) volt különösen hatásos.
Publikált emellett történelmi témákról is. A zwickaui börtönben, az Osterstein kastélyban, 1874–75-ben írta meg munkáját az 1525-ös parasztháborúról, bár ez kevésbé volt jelentős, mint Engelsnek az ugyanezzel a témával foglalkozó műve, amit Bebel akkoriban még nem ismert. Ugyanebben az időszakban alkotott egy kisebb írásművet Charles Fourier korai szocialistáról, mely később több kiadást is megért. 1884-ben, a börtönben, behatóan foglalkozott az arab kelet történetével, és még ugyanabban az évben megjelent A mohamedán arab kultúrkorszak című munkája. A mű egy marxista képzettségű autodidakta szemével tárgyalja a kelet arab birodalmainak akkor ismert történelmét, egészen az Oszmán Birodalom nagyhatalommá válásáig a 16. században. E mű kiemeli a középkori spanyolországi és keleti iszlám kultúra, mint a klasszikus görög-római antik világ és az újkor közötti közvetítő szerepét, valamint az iszlám kultúra toleranciáját a vallási kisebbségekkel, különösen a zsidósággal szemben, és szembeállította ezt az intoleráns, szűk látókörű kereszténységgel, amely a 19. század második felében mind római katolikus, mind protestáns oldalon hivatalosan is antiszemitizmust és türelmetlenséget prédikált a nem keresztény vallásokkal és az ateistákkal szemben. Ateistaként más írásaiban is fellépett korszaka protestantizmusa és katolicizmusa ellen. A kereszténység és a szocializmus számára kibékíthetetlen ellentétet képeztek.
„A kereszténység a szabadság és a civilizáció ellensége. Az emberiséget rabláncra fűzte.”
A legbefolyásosabb munkája A nő és a szocializmus (1883), amely napjainkig számos kiadást ért meg, már életében 52 kiadás jelent meg ebből a műből. Ebben követeli a nők egyenjogúságát a hivatás és a politika területén. A műbe Bebel számos orvostudományi, természettudományi, jogtudományi és történelmi aspektust épített be. A nő helyzetének idősoros tárgyalását összekötötte a fennálló társadalmi rend kritikájával. Szerinte csak a szocialista társadalom fogja tudni elhozni a nők diszkriminációjának végét. Végül vázolta a jövő szocialista államát. A termelőeszközök magántulajdonának megszüntetése után számos társadalmi baj megszűnik, állami szervezetek válnak feleslegessé és eltűnik a vallás is.
A munka a párton kívül is figyelmet kapott ugyan, de mint tudománytalant, nagyobbrészt visszautasították. A publicista Eugen Richter a mű tartalmát feldolgozta a Szociáldemokratikus jövőképek című munkájában. A nő és a szocializmus a munkásság köreiben a leghatásosabb agitációs írások közé tartozott.
Emellett a tisztán pártos írás mellett Bebel olyan műveket is alkotott, melyek az élet- és munkakörülmények javításával foglalkoztak. A szakmai ismeretein túl munkáit az adatok és a tények alapos ismerete is alátámasztotta. 1880-ban jelent meg munkája a szász szövőmunkások helyzetéről, 1888-ban írt a vasárnapi munkáról, és 1890-ben árnyaltan írta le a péklegények munkakörülményeit. Az adatok az állami vizsgálóbizottságoktól származtak. Bebel munkái hozzájárultak az általa ábrázolt visszásságok némelyikének megszüntetéséhez.
A párt számára nagy jelentőséggel bírtak a mindenkori képviselőválasztásokra megjelenő, a megelőző törvénykezési periódusban végzett munkáról szóló beszámolók. Bebel tervezte ugyan, hogy megírja a német szociáldemokrácia történetét, amelyhez már meg is kezdte a megelőző anyaggyűjtést, de ez idő hiányában nem sikerült neki.
1909-ben kezdte írni az életrajzát, „Életemből” címmel. Ennek első része1910-ben jelent meg, egy évvel később a második, a harmadik részt már nem tudta befejezni. Életének ábrázolása 1883-mal befejeződik. Ha eltekintünk az első fejezettől, amely ifjúságát írja le, személyéről keveset, politikai fejlődéséről annál többet írt. Ez a mű a korai szociáldemokrácia történetének feltárásában nagy jelentőségű forrás.

## Utolsó évei és halála

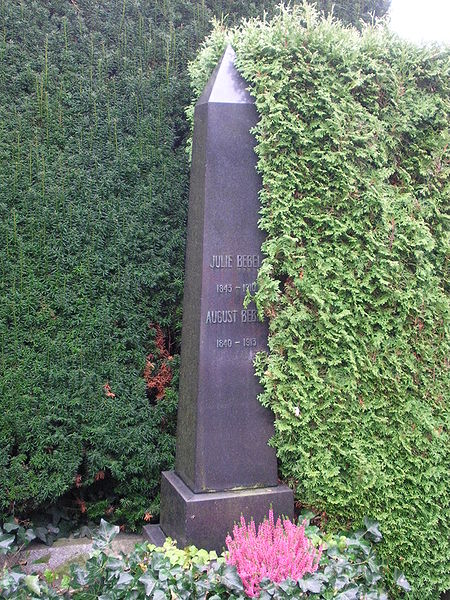
Bebel sírja a Sihlfeld temetőben Zürichben

Az 1890-es évek második felétől kezdődően Bebel többnyire Zürichben tartózkodott, ahol leánya élt a családjával. 1897-ben építtetett egy villát a Zürichi-tó melletti Küssnachtban. Feleségével a tetőszintet lakták, a ház maradékát bérbe adták. Ezt a házat később eladta, és egy zürichi lakásban élt.
Élete végéig szellemileg egészséges maradt, azonban több éven át szenvedett testi gyengeségétől. 1907 után komoly szívproblémákkal küszködött. Orvosai tanácsolták ugyan, hogy a képviselői tevékenységgel és az agitációs munkával is fel kellene hagynia, de ezt ő nem vette figyelembe. Utolsó éveiben egy sor személyes sorscsapást kellett elviselnie. Felesége 1910 júliusában meghalt, veje, Ferdinand Simon, orvosként halálos fertőzést kapott bakteorológiai kutatómunkája során. Emiatt lánya súlyos depresszióba került, és be kellett szállítani egy szanatóriumba. Miután lánya felépült, együtt élt apjával.
A párton belüli öreg bizalmasai már régen elhunytak. A pártban és az internacionáléban nagy tiszteletnek örvendett ugyan, de szoros barátai, a bécsi Victor Adleren kívül, már nem voltak. Nem állt személyes kapcsolatban az SPD új vezető generációjával. Hugo Haaséval nem értették meg egymást különösebben, Friedrich Ebertet túl jobboldalinak tartotta. Bebel 1913 pünkösdjén lépett fel utoljára Bernben. Itt – Ludwig Frank kezdeményezésére – találkoztak a német képviselőház és a szövetségi parlamentek tagjai Franciaország képviselőivel egy konferencián, amelynek célja a kölcsönös megértés fejlesztése volt.
1913. augusztus 13-án halt meg a svájci Passuggban, egy szanatóriumban, miután a szíve nem bírta tovább. A lakosság nagy részvétével temették el a Sihlfeld temetőben. Utolsó útján számos ország küldöttsége kísérte el.
Bebel egészen haláláig megmaradt a német szociáldemokrácia minden oldalról elismert vezetőjének. A Szocialista Internacionálén belül is világszerte nagy megbecsülést kapott, ezt utána talán csak Willy Brandtnak sikerült megismételnie. Eduard Bernstein búcsúbeszédében „a párt megtestesítőjének”, gondolkodása és érzése „tolmácsának” nevezte. Meglehet, fellépése diktatórikusnak hathatott, kétségtelenül mindvégig demokrata maradt. Halála 90. évfordulóján, 2003-ban, így emlékezett meg a Vorwärts: „Willy Brandt büszkén említette meg a Züricher Wochen–Chronik értékelését August Bebelről, hogy a 73 éves férfi váratlan halála nagyobb feltűnést keltett, mint egy koronás főé. Még hozzáfűzte: August Bebel úgy halt meg, mint egy császár. Hiszen az is volt ő – míg élt: a munkások és kisemberek császára.”

## Írásai és irodalom

### Magyarul
- Bebel Ágost: A nő és a szocializmus. A nő a múltban, jelenben és a jövőben; ford. több elvtárs; Gutenberg Ny., Bp., 1895
- Bebel Ágost: A nő és a szocializmus; ford. Somogyi Béla; Népszava, Bp., 1907
- Kereszténység és szociálizmus. Bebel Ágoston és Hohoff káplán vallási vitája; ford. Bokányi Dezső; Népszava, Bp., 190?
- Életemből, 1-3.; ford. Rab Pál; Népszava, Bp., 1922–1923
- A nő és a szocializmus; ford. Somogyi Béla, előszó Kéthly Anna, 1922-iki német kiad. alapján bőv. és átnézte Braun Soma; 3. bőv. kiad.; Népszava, Bp., 1928
- A nő és a szocializmus; ford. Nyilas Vera; Kossuth, Bp., 1957
- Charles Fourier élete és eszméi; ford., bev. Haraszti Sándor; Gondolat, Bp., 1962
- August Bebel. A nő és a szocializmus. Budapest: Kossuth Könyvkiadó (1976). ISBN 963-09-0469-1
- August Bebel, Jules Gursde, Paul Lafargue. A vallásról és az egyházról. Budapest: Kossuth Könyvkiadó (1979)
- Friedrich Engels és August Bebel levelezéséből; előszó, összekötő szöveg Szabó Vilmos, vál., ford. Kálmán Endre; Kossuth, Bp., 1989 (Levelestár)

### Írásai (német nyelvű válogatás)
- Die Frau und der Sozialismus. Berlin: Dietz-Verlag (1990). ISBN 3-320-01535-4. Hozzáférés ideje: 2010. március 14.
- Unsere Ziele. Eine Streitschrift gegen die Demokratische Correspondenz.. Leipzig (1870)
- Christentum und Sozialismus. Eine religiöse Polemik zwischen Herrn Kaplan Hohoff in Hüffe und dem Verfasser der Schrift: Die parlamentarische Tätigkeit des deutschen Reichstages und der Landtage und die Sozialdemokratie. Leipzig (1874)
- Leipziger Hochverratsprozess. Ausführlicher Bericht über die Verhandlungen des Schwurgerichts zu Leipzig in dem Prozeß gegen Liebknecht, Bebel und Hepner wegen Vorbereitung zum Hochverrat vom 11.-26. März 1872. Leipzig: Bearb. von den Angeklagten (1874)
- Der deutsche Bauernkrieg mit Berücksichtigung der hauptsächlichen sozialen Bewegungen des Mittelalters. Braunschweig (1876)
- Die Entwicklung Frankreichs vom 16. bis gegen Ende des 18. Jahrhunderts. Eine kulturgeschichtliche Skizze. Leipzig (1878)
- Wie unsere Weber leben. Private Enquete über die Lage der Weber in Sachsen. Leipzig (1879)
- Charles Fournier. Sein Leben und seine Theorien. Stuttgart (1888)
- Die Sonntagsarbeit. Auszug aus den Ergebnissen der Erhebung über die Beschäftigung gewerblicher Arbeiter an Sonn- und Feiertagen nebst kritischer Bemerkungen. Stuttgart (1888)
- Zur Lage der Arbeiter in den Bäckereien. Stuttgart (1890)
- Die mohammedanisch-arabische Kulturperiode (1884)
  - Újabb kiadása: Wolfgang Schwanitz (Hrsg.). Die mohammedanisch-arabische Kulturperiode. Berlin: Edition Ost (1999). ISBN 3-929161-27-3
- Aus meinem Leben. Stuttgart (1910, 1911, 1914.)
  - Rövidített kiadása  Aus meinem Leben. Bonn: Verlag J.H.W. Dietz (1997). ISBN 3-8012-0245-3
- Die moderne Kultur ist eine antichristliche. Aschaffenburg: Alibri Verlag. ISBN 3-932710-59-2

### Beszédek és írások
- Ausgewählte Reden und Schriften. Hrsg. Horst Barthel u. a.
- : Band 1: 1863–1878. Berlin 1978.
- : Band 2: 1878–1890. Berlin 1978.
- Cora Stephan (Hrsg.). Schriften 1862–1913. Frankfurt am Main, Wien: Bände (1981). ISBN 3-7632-2494-7

### Levelezése
- Ursula Herrmann (Hrsg.). August und Julie Bebel. Briefe einer Ehe. Bonn: Dietz (1997). ISBN 3-8012-0243-7
- Van Gorcum (Hrsg.). August Bebels Briefwechsel mit Karl Kautsky. University of California (1971)
- Werner Blumenberg (Hrsg.). August Bebels Briefwechsel mit Friedrich Engels. University of California (1965)

## Forrásjegyzék
- Seebacher-Brandt, Brigitte. Künder und Kärrner im Kaiserreich. Berlin, Bonn: J.H.W. Dietz, 13. o. (1988). ISBN 3-8012-0137-6
- Bebel, August. Aus meinem Leben. Bonn: Verlag J.H.W. Dietz (1997). ISBN 3-8012-0245-3
- Hirsch, Helmut. August Bebel in Selbstzeugnissen und Bilddokumenten. Rowohlt: Reinbek (1973). ISBN 3-499-50196-1
- Carsten, Francis L. August Bebel und die Organisation der Massen. Berlin: Siedler (1991). ISBN 3-88680-371-6
- Heuss, Theodor. August Bebel [archivált változat] (html), Neue Deutsche Biographie (NDB). Band 1. (német nyelven), Duncker & Humblot (1953). Hozzáférés ideje: 2010. március 12. [archiválás ideje: 2020. szeptember 20.]
- Schraepler, Ernst. August Bebel. Sozialdemokrat im Kaiserreich. Göttingen: Musterschmidt (1966)
- Kuhn, Axel. Die Deutsche Arbeiterbewegung (2004). ISBN 3-15-017042-7
- Geschichte der deutschen Arbeiterbewegung, Band 1, Von den Anfängen der deutschen Arbeiterbewegung bis zum Ausgang des 19. Jahrhunderts, Institut für Marxismus–Leninismus beim Zentralkomitee der SED (német nyelven), Berlin: Karl Dietz Verlag (1966)
- Lehnert, Detlef. Sozialdemokratie zwischen Protestbewegung und Regierungspartei 1848–1983 (1983). ISBN 3-518-11248-1
- Pohl, Monika. Ein Sozialdemokrat jüdischer Herkunft und sein Aufstieg in der Badischen Arbeiterbewegung, 1882–1919 (2003)
- Hildebrand, Klaus. Deutsche Außenpolitik 1871–1918. München: Verlag Oldenbourg (1994). ISBN 3-486-55312-7
- Bley, Helmut. August Bebel und die Strategie der Kriegsverhütung 1904 bis 1913. Göttingen: Verlag Vandenhoeck & Ruprecht (1975). ISBN 3-525-01315-9
- Bebel, August. Die Mohammedanisch-Arabische Kulturperiode. Berlin: Edition Ost (1999). ISBN 3-929161-27-3
- Bernstein, Eduard (1913). August Bebel (Sírbeszéd). Sozialistische Monatshefte, 19. évf., 16–17 füzet.

## Fordítás
- Ez a szócikk részben vagy egészben  az   August Bebel című német Wikipédia-szócikk ezen változatának fordításán alapul.  Az eredeti cikk szerkesztőit annak laptörténete sorolja fel. Ez a jelzés csupán a megfogalmazás eredetét és a szerzői jogokat jelzi, nem szolgál a cikkben szereplő információk forrásmegjelöléseként.